# Lleida
Lleida ( ? i  escolteu-ne la pronunciació en català nord-occidental) és una ciutat de l'oest de Catalunya, capital de la comarca del Segrià, de la vegueria de Ponent, cap del partit judicial i seu del bisbat de Lleida.
El seu extens terme municipal, el més gran i poblat de la comarca, és format per la ciutat, les entitats municipals descentralitzades de Raimat i Sucs i 56 partides; les més properes a la ciutat conformen l'Horta de Lleida. Es troba dins de l'àmbit funcional de Ponent. La ciutat de Lleida té 140.797 habitants (dades Idescat 2022). És la sisena ciutat de Catalunya en nombre d'habitants, i la més gran de fora de l'àmbit metropolità de Barcelona.
El principal motor de l'economia lleidatana és el sector de serveis (84,2% del VAB de 2017), seguit de la indústria (8,3%), la construcció (6,1%) i l'agricultura (1,4%). La ciutat acull monuments històrics com ara la Seu Vella o el Castell de Gardeny, els quals són visitats cada any per milers de turistes.

## Geografia
- Llista de topònims de Lleida (Orografia: muntanyes, serres, collades, indrets..; hidrografia: rius, fonts...; edificis: cases, masies, esglésies, etc).

### Localització
La ciutat és enmig de tres turons. El més important i al voltant del qual s'esglaona és situat a la vora del riu Segre. Conegut com el Turó de la Seu, on es troba el conjunt monumental de la Seu Vella, El segon, el Turó de Gardeny, alberga el Castell de Gardeny i el Parc Científic i Tecnològic Agroalimentari de Lleida, mentre que al tercer, anomenat Turó de la Serreta, que separa els barris de la Universitat i de l'Escorxador, hi tingué lloc un dels episodis més coneguts de la batalla d'Ilerda entre Juli Cèsar i Pompeu.
El terme municipal és situat a 154,65 msnm (al pòrtic de la Seu Nova), a ponent dels Països Catalans, a la Depressió Central i al Pla de Lleida. S'estén a banda i banda del riu Segre, principal riu del municipi, i juntament amb el Noguerola i el Femosa formen els tres rius de la ciutat.
| Almacelles, Alpicat, Gimenells i el Pla de la Font i Tamarit de Llitera | Torrefarrera i Torre-serona | Alcoletge i Corbins             |
| Alcarràs                                                                | Rosa dels vents             | Els Alamús i Bell-lloc d'Urgell |
| Alfés, Montoliu de Lleida i Sudanell                                    | Albatàrrec i Aspa           | Artesa de Lleida i Torregrossa  |

### Districtes i entitats de població
| Entitat de població  | Habitants (2024) |
| Ciutat de Lleida     | 139.054          |
| Llívia               | 1.382            |
| Butsènit             | 893              |
| les Torres de Sanui  | 865              |
| les Basses d'Alpicat | 852              |
| Gualda               | 814              |
| Sucs                 | 514              |
| Raimat               | 504              |
| Font: Idescat        |                  |

- Centre històric
- Rambla de Ferran - Estació
- Universitat
- Príncep de Viana - Clot
- Instituts - Templers
- Xalets - Humbert Torres
- Camp d'Esports
- Joc de la Bola
- La Mariola
- Balàfia
- Secà de Sant Pere
- Pardinyes
- Cappont
- La Bordeta
- Els Magraners
- Polígon - Vilanoveta
- Ciutat Jardí

### Població
La ciutat de Lleida té 140.797 habitants (2022), amb una àrea metropolitana de 202.413 habitants (2016). Pel que fa a població, és la segona capital provincial i sisena ciutat de Catalunya; en el conjunt de l'àmbit catalanoparlant ocupa l'onzena posició. El terme municipal té 212,30 km².
| 1497 f | 1515 f | 1553 f | 1717  | 1787   | 1857   | 1877   | 1887   | 1900   | 1910   |
| ------ | ------ | ------ | ----- | ------ | ------ | ------ | ------ | ------ | ------ |
| 874    | 1.201  | 1.180  | 2.353 | 10.390 | 19.627 | 20.369 | 21.885 | 21.432 | 24.531 |

| 1920   | 1930   | 1940   | 1950   | 1960   | 1970   | 1981    | 1990    | 1992    | 1994    |
| ------ | ------ | ------ | ------ | ------ | ------ | ------- | ------- | ------- | ------- |
| 38.165 | 38.868 | 41.464 | 52.849 | 63.850 | 90.884 | 109.573 | 111.825 | 112.282 | 112.282 |

| 1996    | 1998    | 2000    | 2002    | 2004    | 2006    | 2008    | 2010    | 2012    | 2014    |
| ------- | ------- | ------- | ------- | ------- | ------- | ------- | ------- | ------- | ------- |
| 112.035 | 112.207 | 112.194 | 115.000 | 119.935 | 125.677 | 131.731 | 137.387 | 139.834 | 139.176 |

| 2016    | 2018    | 2020    | 2022    | 2024    | 2026 | 2028 | 2030 | 2032 | 2034 |
| ------- | ------- | ------- | ------- | ------- | ---- | ---- | ---- | ---- | ---- |
| 138.144 | 137.856 | 140.403 | 140.797 | 144.739 | -    | -    | -    | -    | -    |

### Clima
El clima és continental, o més específicament continental de forta influència mediterrània, i sobre el qual la seva situació en una depressió i el contacte amb el clima dels Pirineus exerceixen una influència cabdal. És força sec i àrid a l'estiu, i humit a la tardor i l'hivern, amb temperatures mitjanes que abasten entre els 14-16 °C i oscil·lacions que van entre els 38 °C de l'estiu a una mitjana de 0 °C a l'hivern.
Les precipitacions són escasses i irregulars, i són habituals els bancs de boira per la seva situació a la fondalada del riu Segre, sobretot durant la tardor i l'hivern. El 18 juliol de 2023 es va registrar el rècord de màxima temperatura amb 43,6 °C, i durant la fredorada de gener de 1985 la ciutat va patir temperatures màximes inferiors als 0 °C durant vuit dies consecutius, entre el 6 i el 13 de gener. En particular, el 8 de gener de 1985 el terme municipal registrava el rècord de mínima temperatura amb entre -14,2 °C i -18,0 °C, segons les zones.

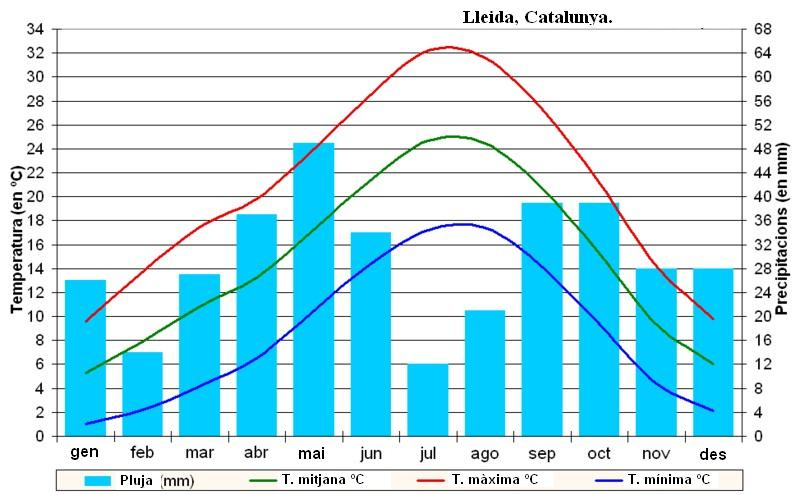
Clima de Lleida

| Dades climàtiques a Lleida                   | Dades climàtiques a Lleida | Dades climàtiques a Lleida | Dades climàtiques a Lleida | Dades climàtiques a Lleida | Dades climàtiques a Lleida | Dades climàtiques a Lleida | Dades climàtiques a Lleida | Dades climàtiques a Lleida | Dades climàtiques a Lleida | Dades climàtiques a Lleida | Dades climàtiques a Lleida | Dades climàtiques a Lleida | Dades climàtiques a Lleida |
| Mes                                          | gen                        | febr                       | març                       | abr                        | maig                       | juny                       | jul                        | ag                         | set                        | oct                        | nov                        | des                        | anual                      |
| -------------------------------------------- | -------------------------- | -------------------------- | -------------------------- | -------------------------- | -------------------------- | -------------------------- | -------------------------- | -------------------------- | -------------------------- | -------------------------- | -------------------------- | -------------------------- | -------------------------- |
| Màxima rècord °C (°F)                        | 23.5 (74.3)                | 23.4 (74.1)                | 28.5 (83.3)                | 33.0 (91.4)                | 35.0 (95)                  | 43.4 (110.1)               | 43.6 (110.5)               | 40.8 (105.4)               | 37.2 (99)                  | 32.5 (90.5)                | 26.0 (78.8)                | 20.6 (69.1)                | 43.6 (110.5)               |
| Màxima mitjana °C (°F)                       | 10.0 (50)                  | 13.8 (56.8)                | 18.3 (64.9)                | 20.7 (69.3)                | 25.0 (77)                  | 29.8 (85.6)                | 33.0 (91.4)                | 32.4 (90.3)                | 27.8 (82)                  | 22.0 (71.6)                | 14.9 (58.8)                | 9.8 (49.6)                 | 21.5 (70.7)                |
| Mitjana diària °C (°F)                       | 5.5 (41.9)                 | 7.7 (45.9)                 | 11.3 (52.3)                | 13.7 (56.7)                | 17.9 (64.2)                | 22.3 (72.1)                | 25.2 (77.4)                | 24.9 (76.8)                | 20.9 (69.6)                | 15.9 (60.6)                | 9.7 (49.5)                 | 5.7 (42.3)                 | 15.0 (59)                  |
| Mínima mitjana °C (°F)                       | 0.9 (33.6)                 | 1.6 (34.9)                 | 4.2 (39.6)                 | 6.7 (44.1)                 | 10.8 (51.4)                | 14.7 (58.5)                | 17.4 (63.3)                | 17.4 (63.3)                | 13.9 (57)                  | 9.7 (49.5)                 | 4.4 (39.9)                 | 1.5 (34.7)                 | 8.6 (47.5)                 |
| Mínima rècord °C (°F)                        | −14.2 (6.4)                | −7.6 (18.3)                | −7.0 (19.4)                | −2.2 (28)                  | 0.5 (32.9)                 | 6.0 (42.8)                 | 9.5 (49.1)                 | 7.1 (44.8)                 | 3.7 (38.7)                 | −1.5 (29.3)                | −7.5 (18.5)                | −9.5 (14.9)                | −14.2 (6.4)                |
| Precipitació mitjana mm (polzades)           | 26 (1.02)                  | 15 (0.59)                  | 21 (0.83)                  | 39 (1.54)                  | 42 (1.65)                  | 27 (1.06)                  | 12 (0.47)                  | 18 (0.71)                  | 41 (1.61)                  | 43 (1.69)                  | 30 (1.18)                  | 24 (0.94)                  | 342 (13.46)                |
| Mitjana de dies de precipitació              | 4.2                        | 2.6                        | 3.5                        | 5.4                        | 5.5                        | 3.5                        | 1.8                        | 2.4                        | 3.8                        | 4.8                        | 4.4                        | 4.1                        | 46.2                       |
| Mitjana de dies de neu                       | 0.6                        | 0.2                        | 0.2                        | 0                          | 0                          | 0                          | 0                          | 0                          | 0                          | 0                          | 0                          | 0.2                        | 1.2                        |
| Humitat relativa mitjana (%)                 | 81                         | 71                         | 62                         | 59                         | 58                         | 53                         | 52                         | 56                         | 63                         | 73                         | 80                         | 84                         | 66                         |
| Mitjana mensual d'hores de sol               | 116                        | 162                        | 226                        | 248                        | 282                        | 321                        | 356                        | 319                        | 256                        | 195                        | 135                        | 96                         | 2.712                      |
| Font #1: amet.es                             |                            |                            |                            |                            |                            |                            |                            |                            |                            |                            |                            |                            |                            |
| Font #2: amet.es (valors extrems, 1920-2019) |                            |                            |                            |                            |                            |                            |                            |                            |                            |                            |                            |                            |                            |

## Història

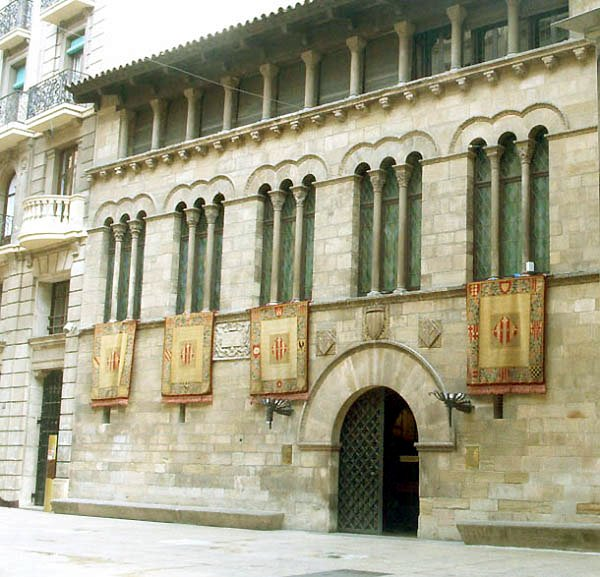
El Palau de la Paeria, seu de la Paeria de Lleida

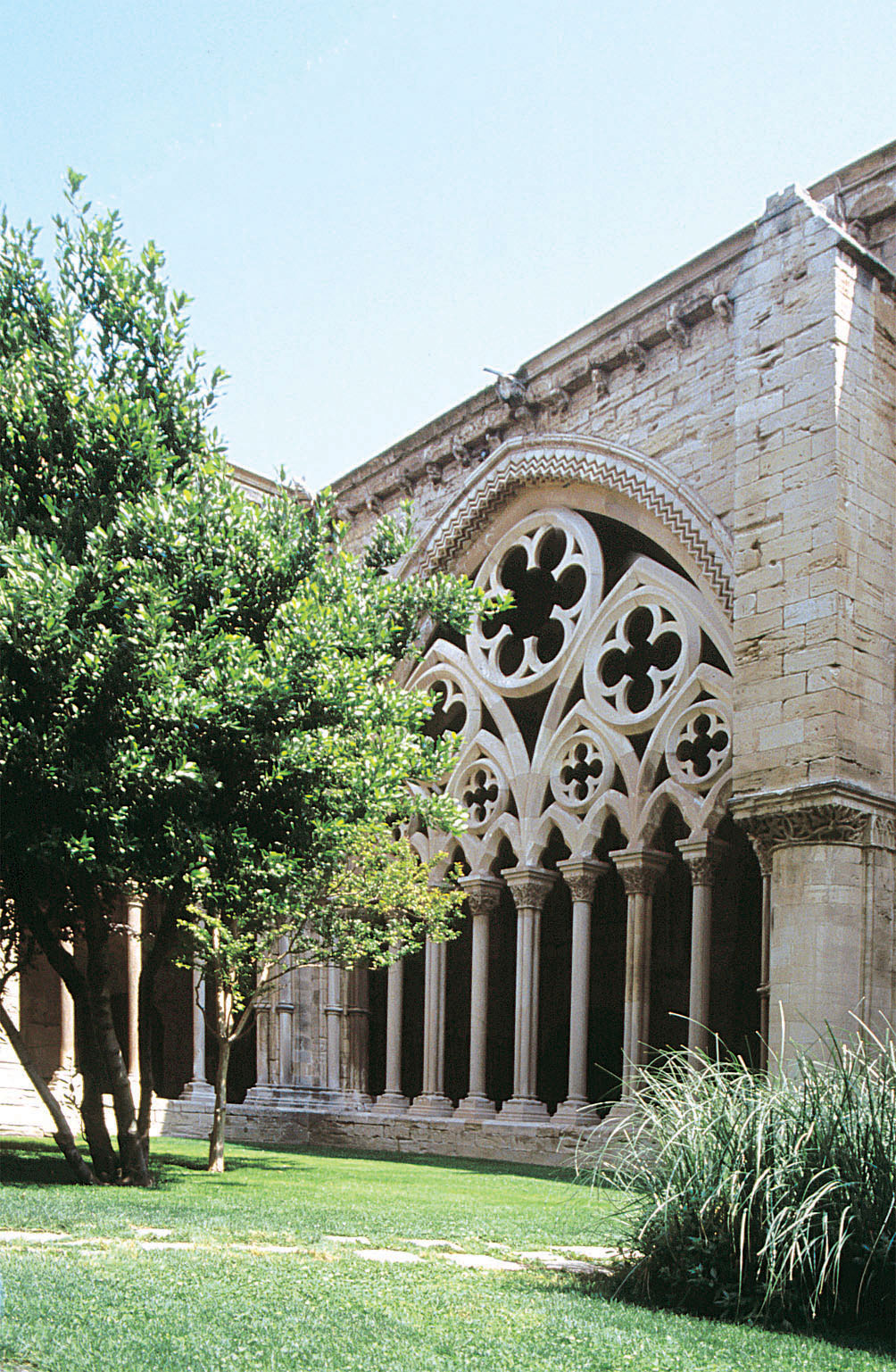
El claustre de la Seu Vella

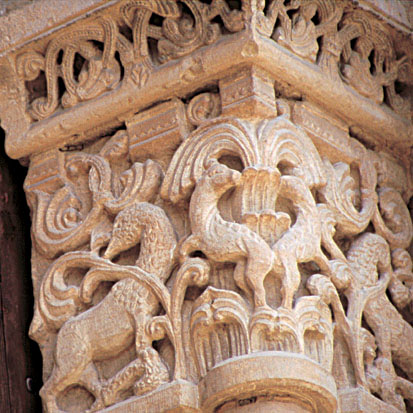
Capitell de la Seu Vella

La història de Lleida s'ha desenvolupat al voltant del turó de la Seu, ja que sempre ha estat el lloc on s'han situat les infraestructures representatives del poder econòmic i polític: la fortalesa andalusina de la Suda de Lleida) i la mesquita, i més tard la catedral de la Seu Vella. El turó era, sobretot, un bon lloc per a defensar-se de possibles atacs, i ben aviat es va envoltar amb muralles. Aquestes van deixar de ser útils amb l'arribada de la Revolució Industrial i demogràfica del segle xix. Una vegada enderrocades, Lleida va poder expandir-se per la plana, tot incorporant el riu Segre i la via del tren.
De fet, la seua situació com a nus important en la xarxa de comunicacions es remunta a fa més de vint segles, a la conversió del nucli ilerget a la nova manera de fer dels romans, que s'estaven expandint cap a l'interior de la península Ibèrica. D'aquesta manera, Iltirta passaria a ser un assentament com a lloc de pas en el camí entre l'interior (Osca i el nord-oest de la península) i la mar (Tarraco, Barcino, i d'aquí a la península Itàlica).
Lleida va portar el nom d'Ilerda durant el període romà. Era la capital ilergeta i estava situada en un turó a la vora del riu Sicoris. Fou elegida pels legats de Pompeu, Afrani i Petreius com a base per la seua defensa d'Hispània el 49 aC. Els legats tenien cinc legions a Ilerda. Ilerda fou assetjada per Juli Cèsar, que va narrar el setge personalment i és un document rellevant de la història militar, fins que la ciutat es va rendir. Afrani i Petreius van quedar lliures per la generositat de Juli Cèsar, i no van fer després honor a la seua paraula. Sota l'Imperi Romà fou primer ciutat i després municipi. D'un pont romà sobre el Segre, encara se'n conserven els fonaments. La ciutat fou atacada el 449 pels bagaudes liderats per Basili, aliats amb el rei sueu Requiari.

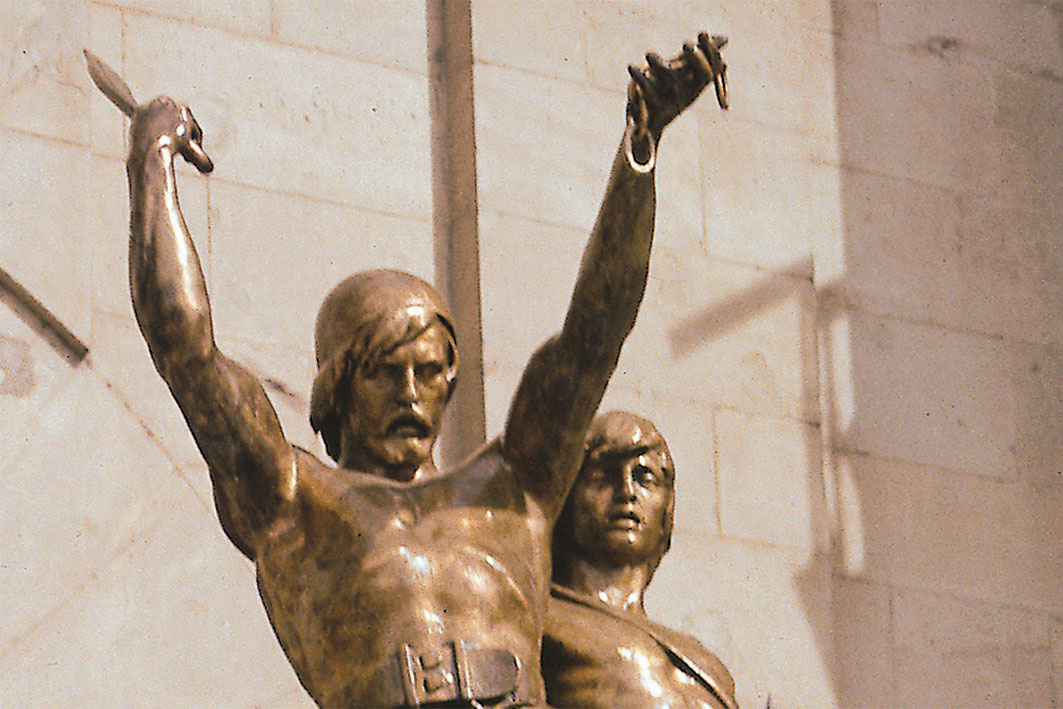
Estàtua d'Indíbil i Mandoni, grup escultòric representant aquests caps ilergetes

Entre els anys 712 i 714, paral·lelament a la conquesta àrab de la vall de l'Ebre, les tropes islàmiques ocuparien Lleida. Amb la conquesta dels omeies, Lleida es converteix en un important mercat i nucli militar proper a la frontera amb els regnes cristians del nord peninsular, que estan en procés de formació.
La història de Lleida sota el domini musulmà és ben poc coneguda. El 801 Lluís el Pietós, el mateix any que conquereix Barcelona, intentarà infructuosament conquerir-la. Després serà reconstruïda per la família Banu Qassi, que governarà la ciutat i el seu territori fins a la fragmentació del califat de Còrdova el 1035. A partir d'aquesta data, Lleida, governada per la família dels Tugíbides, formarà un regne taifa independent, a vegades és tributari del de Saragossa i unes altres paga tributs als comtes de Barcelona a mesura que la línia fronterera que la separa del món cristià se l'hi apropa més i més.
L'any 942, una ràtzia hongaresa travessà, saquejant alguns indrets, els comtats carolingis, en especial els comtats de Besalú i Girona; arribaren a les portes de Barcelona i després s'encaminaren a les muralles de la ciutat andalusina de Làrida, on foren derrotats (setge de Làrida) per l'exèrcit musulmà. S'ha proposat, com a hipòtesi, que, en la seva fugida per traspassar els Pirineus, seguissin el Segre i fossin derrotats en la batalla de Baltarga potser per les hosts conjuntes catalanes i occitanes.

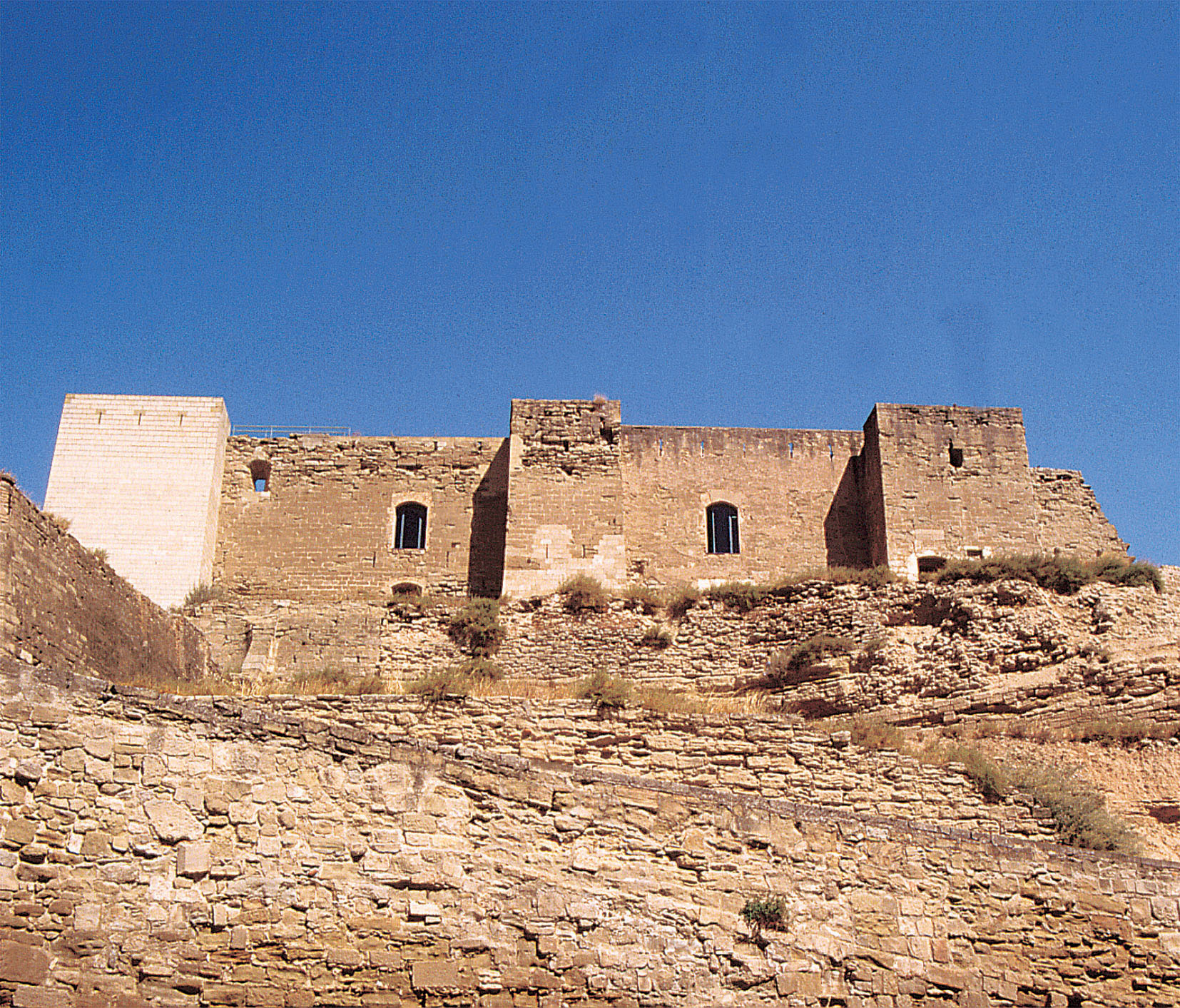
Castell de la Suda

Només a tall d'exemple, cal esmentar que Balaguer és conquerida el 1105 i Saragossa el 1118 per part d'Alfons el Bataller. Finalment, després de gairebé set mesos de setge, l'octubre del 1149, Lleida és conquerida per Ramon Berenguer IV i Ermengol VI d'Urgell. Un any abans, ambdós comtes acordaven repartir-se el territori. Repoblada per persones provinents del Pallars, del Comtat d'Urgell, de la Ribagorça i de Barcelona. També s'hi instal·laren moltes famílies que provenien de terres occitanes. Lleida no sols s'integrarà en l'àrea de domini lingüístic català sinó també dins l'esfera del món jurídic i polític clarament feudal. Per una banda, servirà de punta de llança per a la conquesta de la resta de la Catalunya Nova; per una altra, entrarà dins el sistema econòmic feudal i per la seva situació geogràfica s'integrarà dins una doble nova xarxa de rutes econòmiques. Una de nord a sud, estructurada als voltants dels rius Ebre, Segre i Noguera Pallaresa. Una altra d'est a oest cap a les terres aragoneses, de la qual durant un cert temps dependrà tant monetàriament com eclesiàstica, i d'aquí cap a Tortosa, Barcelona i Santiago de Compostel·la. És en aquesta època medieval quan s'hi crea el Tribunal de les Coltellades. A més, dins l'ordenament jurídic feudal, el 1150 es concedeix a Lleida una carta de poblament amb amples drets i llibertats. El 1197, Pere I li dona la categoria de municipi i el 1264 Jaume el Conqueridor li atorga el privilegi de concessió de la Paeria. Juntament amb Cervera, és una de les dues ciutats del Principat que té paeria en comptes d'ajuntament o casa de la vila. Gairebé trenta anys després, el seu fill Jaume el Just li concedeix el 1297 l'Estudi General de Lleida, assimilable a la universitat contemporània.
Durant la Guerra dels Segadors, la ciutat fou un dels principals escenaris del conflicte. Va resistir l'atac castellà el 1642, però va caure en mans estrangeres després del setge de 1644, i el 1645 les tropes franceses i catalanes s'aproximen fins a Balaguer i Camarasa, per a poder reconquerir la ciutat el 1646 i 1647, però, sense èxit.

### Setges
Segurament a causa de la seva posició geogràfica estratègica, la ciutat ha patit tota una sèrie de setges al llarg de la seva història:
- Setge de 800, per Lluís el Pietós
- Setge de 884, per ordre de Guifré el Pilós
- Setge de 1149. Campanya contra la taifa de Lleida, que acabà amb la conquesta de Ramon Berenguer IV per al casal de Barcelona
- Setge de 1413. Revolta del comte d'Urgell, que acabà amb l'aixecament del setge pel mateix comte
- Setge de 1464. Guerra Civil catalana, que acabà amb la conquesta per Joan el Gran
- Setge de 1644. Guerra dels Segadors, que acabà amb la conquesta castellana
- Setge de 1646. També durant la Guerra dels Segadors, primer intent de conquesta
- Setge de 1647. També durant la Guerra dels Segadors, segon intent de conquesta
- Setge de 1707. Guerra de Successió espanyola, amb derrota austriacista
- Setge de 1808, durant la Guerra del Francès
- Setge de 1938, 3 d'abril del 1938, durant la Guerra Civil espanyola les tropes colpistes conqueriren Lleida

### SegleXVIII
Durant la Guerra de Successió espanyola, poc després de la presa de Barcelona, l'ofensiva aliada per ocupar els Països Catalans continua. Lleida cau en mans de Manuel Desvalls i de Vergós el 23 de setembre de 1705. Resolta la batalla d'Almansa amb la consegüent victòria del bàndol borbònic, s'inicia l'ocupació de tot el territori, i Lleida n'esdevé un primer objectiu. La ciutat cau l'11 de novembre de 1707 després d'un mes de setge. Com a represàlia, Felip V ordena la destrucció de La Seu Vella i en signa l'ordre el 1746, però llur defunció n'evita finalment l'enderroc i el nou règim la converteix en caserna militar, cosa que obliga els lleidatans a construir una nova catedral. El nou temple, la Catedral Nova, es va construir unes dècades més tard a la zona baixa de la ciutat. Totes les edificacions que envoltaven l'antiga catedral foren enderrocades per l'exèrcit borbònic. Així, pràcticament tot el barri de La Suda i les edificacions fora muralla més properes, convents i monestirs inclosos, foren enrunades com a càstig per als lleidatans i per convertir el terreny en perímetre militar de seguretat.

### SegleXIX
El 1860 hi arriba el ferrocarril, cosa que permetrà comunicar la capital del Segrià amb Saragossa i amb la línia Tarragona-Barcelona. Arran de l'arribada del tren a la ciutat hi arriba també la fotografia. Les muralles medievals s'enderroquen amb l'alcalde Manuel Fuster, es projectà el Parc dels Camps Elisis (que inaugurà el paer en cap Josep Sol el 1863), i s'assentaren les bases del model urbanístic actual de Lleida.

### Segle XX

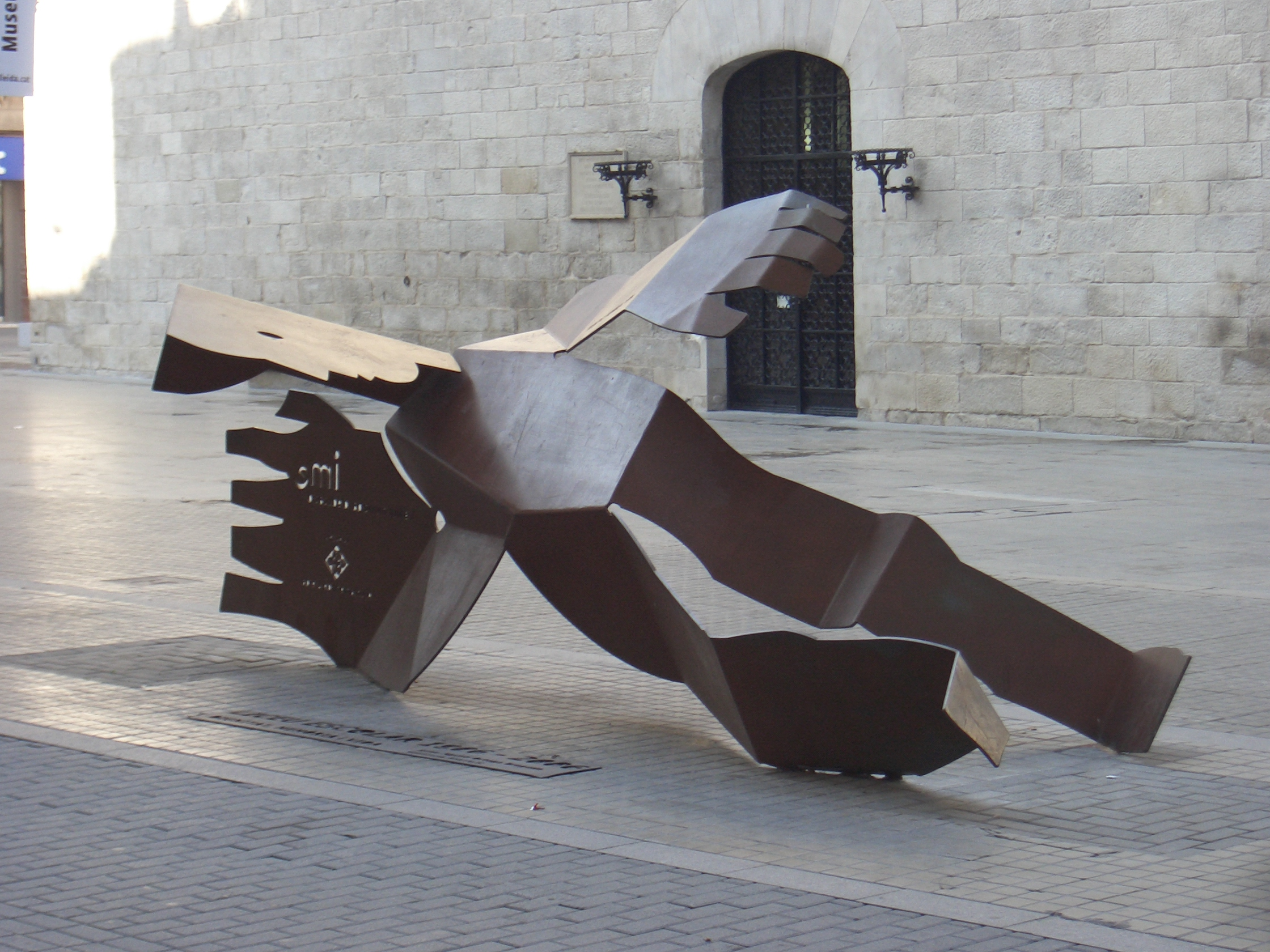
Monument a les víctimes del Liceu Escolar a l'avinguda Blondel

El 2 de novembre de 1937 durant la Guerra Civil espanyola la ciutat patí un duríssim bombardeig obra de l'exèrcit colpista, mitjançant aviació italiana, que passà a la fama per la seva cruesa amb casos com el del Liceu Escolar de Lleida, on 48 infants i diversos professors foren assassinats.
Igualment tràgica fou la pèrdua de centenars de vides innocents, la gran majoria de les quals es troben documentades. Al Mercat de Sant Lluís, una seixantena de dones i fills que n'esperaven a la porta l'obertura perden la vida en ser metrallades des dels avions. Uns 750 lleidatans perderen la vida durant l'atac malgrat que a la ciutat no hi havia objectius militars ni fàbriques d’armaments. El bombardeig i llur matança s'expliquen perquè l'aviació italiana procedent de Sòria no va poder bombardejar el seu destí original, la indústria petroquímica de Flix, a causa de les males condicions meteorològiques doncs els núvols n'impossibilitaven la visibilitat. Tenien ordre d'atacar el municipi de la Ribera d'Ebre, i com objectiu secundari el "nus de comunicacions de la ciutat de Lleida". Es pot dir per tant, que els núvols van condemnar Lleida. L'aviació italiana, formada per nou aparells Savoia S.79, féu mitja volta i massacrà la capital del Segrià amb el llançament indiscriminat de 6.880 quilos de bombes i el metrallament de la població que fugia pels carrers.
El 3 d'abril del 1938, després de gairebé una setmana de bombardejos aeris i una cruenta batalla final, les tropes franquistes conquerien Lleida,durant l'Ofensiva d'Aragó. Les baixes, entre morts i ferits, també es van atansar a les 5.000. Llavors, Lleida ja s'havia convertit en una ciutat fantasma perquè la majoria de la població l'havia abandonat el dia 27. Segons un informe de l'arquitecte municipal a inicis del 1939, 110 edificis van ser reduïts a runa pels bombardejos i el 90% de la resta van quedar afectats en menys o més mesura. El barri del Canyeret va quedar gairebé enderrocat, però bona part del Barri Antic, l'entorn de l'Escola del Treball i carrers com rambla d'Aragó, Democràcia, Comerç o Nord van patir una gran destrucció. Els republicans van travessar el riu Segre i van volar el pont Vell i el del ferrocarril.

Tot el que tingués a veure amb la catalanitat fou durament reprimit, amb la llengua com a principal exponent, tot i que segons el moment històric la propaganda o la catalanofòbia deriva directament a conflicte ètnic de caràcter genocida, tal com assenyala en Paul Preston a "L'Holocaust espanyol":
“Els dies posteriors a l’ocupació de Lleida (…) els presoners republicans identificats com a catalans eren executats sense judici. Qui fos que sentissin parlar en català era molt possible que acabés arrestat. La brutalitat arbitrària de la repressió anticatalana va arribar a tal punt que Franco mateix va haver d’emetre una ordre disposant que s'havien d’evitar els errors que més tard es poguessin lamentar” (pàg. 459)

"Hi ha exemples de l’assassinat de pagesos no per cap més raó aparent que la de parlar català" (pàg. 463)
Començava una trista i fosca època de repressió, deportacions a camps d'extermini nazis i judicis sumaríssims. Un total de 10.355 lleidatans van ser represaliats, i 389 foren executats pels consells de guerra del franquisme. La Seu Vella es va convertir en un camp de concentració de presoners que va estar operatiu entre 1938 i 1940. En ell hi varen ser tancats milers de presoners -més de 20.000-, dels quals centenars van morir i les seves despulles enviades al cementiri de Lleida. Més endavant els cossos dels presoners assassinats serien transferits al Valle de los Caídos.
Un cop pràcticament eliminada així la resistència física, es procedí a continuació a intentar negar la identitat catalana de Lleida. Així, un grup liderat per Eduardo Aunós implantaven el leridanismo.
Eduardo Aunós fou durant la dictadura de Primo de Rivera ministre de Treball, Comerç i Indústria (1925-1930). Admirador del règim feixista italià, va tractar d'imitar el seu sistema corporatiu amb la creació d'un Codi de Treball (1926) i l'Organització Corporativa Nacional (1928). Després de la caiguda de Miguel Primo de Rivera, va tractar de formar un Partit Laborista a semblança del Partit Nacional Feixista italià, però li van mancar suports.
Més tard, fou ministre de Justícia franquista i, ja en democràcia, imputat per l'Audiència Nacional d'Espanya en el sumari instruït per Baltasar Garzón, pels delictes de detenció il·legal i crims contra la humanitat comesos durant la Guerra Civil espanyola i en els primers anys del règim, tot i que no va ser processat en comprovar-se la seva defunció.
L'objectiu d'Aunós i els seus era doble, d'una banda es pretenia que Lleida fos traspassada a l'Aragó i de l'altra introduir entre la població lleidatana un sentiment de rebuig envers Barcelona. Aquest moviment es reconvertí al final de la dictadura i primers anys de la democràcia en el lleidatanisme, que ja no intentava assimilar Lleida a l'Aragó i es conformava a intentar segregar les Terres de Ponent de Catalunya, afirmant que Lleida era una província singular i difonent idees antibarcelonines. El punt àlgid d'aquest grup fou els anys 1983 i 1984, en què existí l'efímer i ultradretà Partit Lleidatà.
Durant tot el franquisme, però sobretot durant els anys 1960 i 1970, Lleida va rebre un gran nombre de persones vingudes essencialment del sud d'Espanya, cosa que va fer que creixés més que mai. Barris com el Secà de Sant Pere i els Magraners es van fundar arran de la immigració espanyola.

## Economia
Lleida és des de fa molt de temps un nucli estretament relacionat amb les xarxes de comunicacions que hi conflueixen. Aquesta situació explicaria, en part, el perquè del major desenvolupament d'indústries agroalimentàries del que és un dels centres més importants de Catalunya i fins i tot d'Europa.
Empreses com San Miguel, Nanta, Vall-Companys, el Grup Alimentari Guissona, Indra o Ros Roca hi tenen factories. Aquesta regió, lluny de divisions polítiques, inclou tot l'àmbit funcional de Ponent i bona part de la Franja de Ponent.
Lleida és un important nucli de serveis i és la ciutat de referència en matèria d'assistència hospitalària, centres educatius, oferta cultural i de lleure, etc., en una àmplia zona que inclou les comarques lleidatanes i algunes aragoneses. Segons un estudi econòmic, l'àrea d'influència comercial de Lleida té 494.435 habitants.
El Parc Científic i Tecnològic Agroalimentari de Lleida, creat el 2005, nasqué amb la intenció de convertir-se en una de les principals plataformes científiques i tecnològiques en l'àmbit agroalimentari de tot l'Estat espanyol i ser un pol d'innovació, capaç d'atreure empreses de base tecnològica.
Resulta interessant assenyalar que el 76% del municipi de Lleida és ocupat per conreus de regadiu, fet possible gràcies a la construcció de canals (des de l'edat mitjana, però sobretot cap al període del pas del segle xix i al segle xx). Al voltant de la ciutat hi ha l'Horta de Lleida, masies amb un tros de terra al voltant agrupades en partides, anomenades «torres», que són una de les particularitats de la ciutat i un dels seus patrimonis arquitectònics i naturals, juntament amb el Parc natural de la Mitjana, els Camps Elisis i l'Arborètum Dr. Pius Font i Quer.

### Fira de Lleida
La Fira de Lleida és una fundació privada encarregada de l'organització de fires i congressos a la ciutat de Lleida. La seva fundació data de 1946.
Cada any se celebren una vintena d'activitats de les quals cal destacar la Fira Agrària de Sant Miquel, que se celebra coincidint amb la festivitat de Sant Miquel Arcàngel i que ja porta realitzades més d'una seixantena edicions.
Fira de Lleida és ja la segona institució firal catalana després de Fira de Barcelona, i per a potenciar aquest mercat i afavorir l'anomenat «turisme de congressos», Lleida estrenà el 2010 La Llotja de Lleida, un edifici que fa les funcions de palau de congressos i teatre, i amb capacitat per a 1000 persones i dues sales addicionals per a 400 i 200 persones respectivament.
El calendari firal 2023 és el següent:
- Fira de la contractació pública, pendent de data.
- Formaocupa, 23 i 24 de febrer.
- Fira del vehicle d'ocasió Lleida Ocasió, del 3 al 5 de març.
- Lleida Expo Tren, 11 i 12 de març.
- Feria de Abril de Lleida, pendent de data.
- Aplec del Caragol, del 2 al 4 de juny.
- Lleida Air Challenge, pendent de data.
- Fira Agrària de Sant Miquel, del 28 de setembre a l'1 d'octubre.
- Eurofruit, del 28 de setembre a l'1 d'octubre.
- Sant Miquel Automoció, Fira de l'automòbil, del 28 de setembre a l'1 d'octubre.
- Congrés BIT, 28 i 29 de setembre.
- Municipàlia, del 17 al 19 d'octubre.
- Innocàmping, del 17 al 19 d'octubre.
- DeNuvis, 11 i 12 de novembre.
- Lleidantic, 25 i 26 de novembre.
- LleidaRetro, 25 i 26 de novembre.
- Trobada del disc, 25 i 26 de novembre.
- Cucalòcum Cucaesport, del 27 de desembre al 4 de gener de 2024.

## Universitat de Lleida

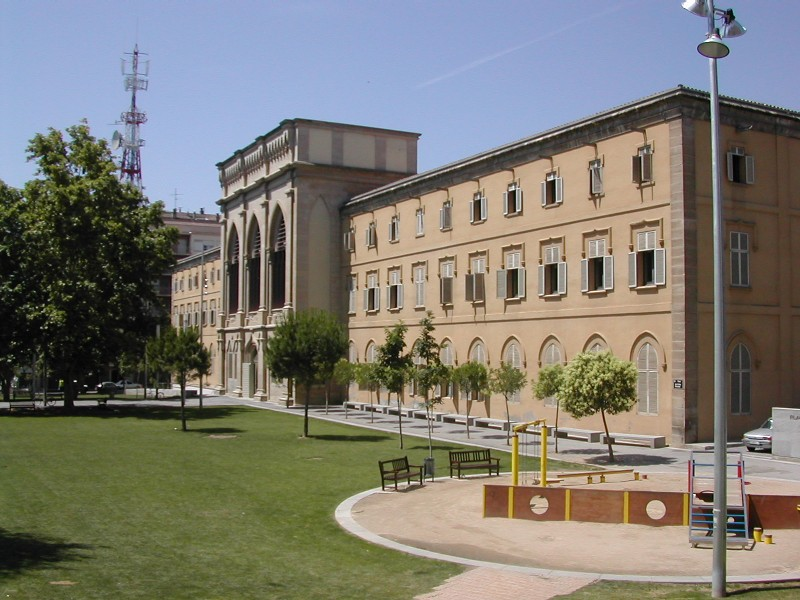
L'edifici del Rectorat

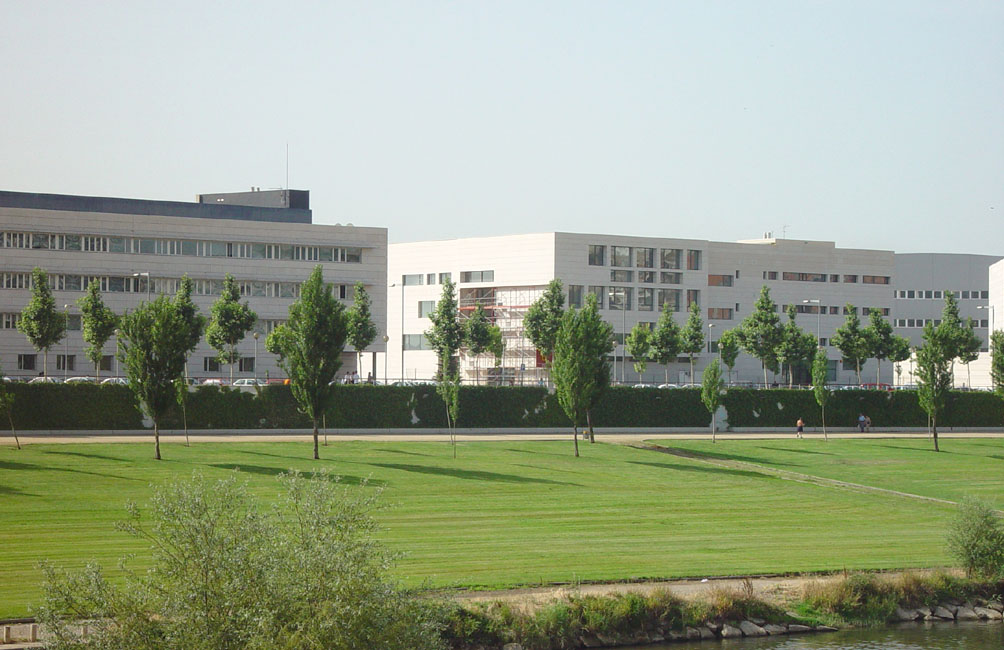
Nou campus

La Universitat de Lleida (UdL) és una universitat pública ubicada a la ciutat de Lleida. Es tracta de la universitat més antiga de la Corona d'Aragó i una de les universitats més antigues d'Europa.

Composició de la Paeria 2019-2023

Els orígens de la Universitat de Lleida es troben en l'antic Studium Generale, creat l'1 de setembre 1300, mitjançant el privilegi fundacional atorgat pel rei Jaume II el Just a petició dels estaments municipals. Prèviament, i a sol·licitud del rei, el papa Bonifaci VIII havia atorgat, l'1 d'abril de 1297, la butlla que aprovava la creació d'un Studium Generale en les terres del rei d'Aragó i Catalunya.
Actualment, la UdL és considerada com una de les millors universitats de l'estat, primera universitat pública en qualitat docent, segons l'informe de la Fundación Conocimiento y Desarrollo corresponent al 2008, i setena pel que fa a l'impacte dels treballs de recerca del seu personal investigador en la llista que elabora Scimago.

## Política i govern

### Composició de la Corporació Municipal
El Ple de l'Ajuntament està format per 27 paers. En les eleccions municipals de 28 de maig de 2023 van sortir escollits nou regidors del PSC, cinc regidors del PP, cinc regidors d'ERC, cinc regidors de Junts per Catalunya, dos regidors de VOX i un regidor del Comú de Lleida.

### Paers en cap de Lleida
Des del 17 de juny de 2023, el socialista Fèlix Larrosa és el paer en cap de Lleida.
La política de la ciutat de Lleida des de la transició ha estat clarament dominada per un partit, el Partit dels Socialistes de Catalunya, ja que sempre han governat la ciutat tret del període entre 1987 i 1989 en què hi va haver un govern de CiU amb Manel Oronich com a paer en cap, fins a l'any 2019 on Esquerra Republicana de Catalunya va guanyar les eleccions municipals. També cal destacar les figures dels dos principals paers en cap de la ciutat: Antoni Siurana, paer en cap del 1979 al 2003 i Àngel Ros, del 2003 al 2018.
Les eleccions municipals de 2019 van donar la victòria a ERC amb 7 regidors, amb Miquel Pueyo i París com a cap de llista, després de 40 anys de victòries del PSC. El 17 de juny de 2023 va ser nomenat Fèlix Larrosa com a alcalde de Lleida, amb el suport del PSC-Units per Avançar.
| Període     | paer en cap              | Partit polític  | Data de possessió     | Observacions         |
| ----------- | ------------------------ | --------------- | --------------------- | -------------------- |
| 1979–1983   | Antoni Siurana           | Logotip del PSC | 19/04/1979            | --                   |
| 1983–1987   | Antoni Siurana           | Logotip del PSC | 24/05/1983            | --                   |
| 1987–1991   | Manuel Oronich           | Logotip de CiU  | 21/07/1987            | --                   |
| 1991–1995   | Antoni Siurana           | Logotip del PSC | 15/06/1991            | --                   |
| 1995–1999   | Antoni Siurana           | Logotip del PSC | 17/06/1995            | --                   |
| 1999–2003   | Antoni Siurana           | Logotip del PSC | 03/07/1999            | --                   |
| 2003–2007   | Antoni Siurana Àngel Ros | Logotip del PSC | 14/06/2003 29/12/2003 | Dimissió/renúncia -- |
| 2007–2011   | Àngel Ros                | Logotip del PSC | 19/06/2007            | --                   |
| 2011–2015   | Àngel Ros                | Logotip del PSC | 11/06/2011            | --                   |
| 2015–2019   | Àngel Ros Fèlix Larrosa  | Logotip del PSC | 13/06/2015 28/08/2018 | Dimissió/renúncia -  |
| 2019-2023   | Miquel Pueyo             | Logotip d'ERC   | 15/06/2019            | --                   |
| Des de 2023 | Fèlix Larrosa            | Logotip del PSC | 17/06/2023            | --                   |

## Llocs d'interès

### Monuments i arquitectura
- La Seu Vella o catedral vella: símbol de la ciutat, és el temple que se situa al turó del centre de Lleida
- El Castell del Rei o de la Suda, al costat de la seu
- El Castell de Gardeny, conjunt monumental de l'orde del Temple Comanda al turó de Gardeny
- El Palau de la Paeria seu de la Paeria de Lleida, del segle xiii i que, entre molts d'altres elements d'interès, conserva l'armari de les cinc claus i el retaule de la Verge dels Paers
- La Catedral Nova o seu nova, de la darreria del segle xvii i estil barroc, edificada sobre l'antic almodí de la ciutat
- L'església de Sant Llorenç, d'estil romànic, dels segles xiii-xiv-xvX
- L'antic hospital de Santa Maria, seu de l'Institut d'Estudis Ilerdencs
- L'església de Sant Martí, del segle xii
- L'església de Sant Joan, d'estil neogòtic de la fi del segle xi.
- L'edifici del Seminari, seu del rectorat de la Universitat de Lleida
- El palau de la Diputació de Lleida, de 1789
- La capella de Sant Jaume, del segle xiv
- La capella de la Sang, d'estil renaixentista, del segle xvi
- L'església de Sant Pere Apòstol, d'estil barroc, del segle xvii, on és enterrat Gaspar de Portolà
- Sucs, amb l'església d'estil historicisme del segle xx i les ruïnes arqueològiques del parc del Vilot
- L'església de Suquets, de darreres tendències del segle xix
- L'església del Carme, construïda entre 1954 i 1959
- El santuari de Sant Antoni de Pàdua, del segle xx
- L'oratori dels Dolors, del 1724, amb la imatge de la Mare de Déu dels Dolors
- L'Acadèmia Mariana, del 1862, de façana neoclàssica i vestíbul noucentista
- L'antic convent de Santa Clara, de principis del segle xviii i seu dels castellers de Lleida i les corals Shalom i del Sícoris Club
- El convent de Santa Teresa, del 1673
- El convent del Roser, es va començar a construir el 1669
- El convent, parròquia i santuari de Santa Tereseta, del segle xviii
- Les restes del monestir de Sant Ruf, del segle xii
- L'estàtua d'Indíbil i Mandoni: estàtua de bronze situada a sota de l'arc del Pont
- Les noves facultats de la UdL
- L'edifici dels Jutjats, de singular arquitectura
- L'ascensor de la Seu vella, que comunica l'eix comercial amb el turó de la Seu
- L'auditori Enric Granados, espai musical polivalent que acull vuit formacions residents
- El palau de Congressos - La Llotja de Lleida
- L'estació de trens de Lleida, de 1927 (en números romans a la façana) i d'estil modernista
- Les fonts monumentals de Lleida
- El pont de Príncep de Viana, de tipus atirantat i únic pont al món amb els braços oberts cap a l'exterior
- La casa Sauces, del 1808 i estil neoclàssic
- La Casa Maternitat, actualment és la seu de la Biblioteca Pública de Lleida.
- La Casa Magí Llorenç, d'estil modernista, construïda l'any 1907 a la cruïlla del Carrer Major i el Carrer Cavallers.

### Carrers i places amb història
- El carrer Major i els seus trencalls, carrer comercial a cel obert.
- El carrer de Sant Martí, que mena als peus de la Seu Vella
- El carrer del Carme, antiga aluderia
- La rambla de Ferran, de principi del segle xix
- La rambla d'Aragó, al peu de les antigues muralles
- La plaça de Sant Joan, que ja existia el 1149
- La plaça de l'Ereta, amb els orígens al segle xiii
- La Plaça del Dipòsit i el seu majestuós dipòsit del Pla de l'Aigua soterrat (obra de finals del segle xviii).
- La plaça de Sant Francesc, mirador monumental
- La plaça Sant Josep, datada al voltant del 1200
- La plaça Ricard Vinyes, actual punt de trobada de la vida social lleidatana.
- Local Castellers de Lleida

### Espais naturals
- L'Horta de Lleida
- Els Camps Elisis: parc urbà, situat a Cappont, dividit en àrees de jardins d'estil francès i romàntic anglès, construïts sobre la base de terrenys boscosos. Conté el Palau de Vidre, la font de la Sirena i la font de la Nimfa, entre d'altres.
- La Mitjana de Lleida, amb el Parc natural de la Mitjana travessat pel riu Segre. És un espai d'un centenar d'hectàrees de bosc de ribera.
- La Banqueta, passeig fluvial de la riba dreta del Segre
- L'Arborètum Dr. Pius Font i Quer
- Els aiguamolls de Rufea, amb una superfície de 26,93 ha.
- El bassot de Torreribera i la seva interessant població d'aus
- El molí de Cervià, anterior al 1500, entre el camí de Grenyana i el polígon industrial del Segre.
- El parc de les Basses, pendent de replantejament.
- Els patamolls de Montoliu, zona de bosc de ribera
- Els pantans de Suquets de Baix Est i de Suquets de Baix Oest
- El Pont del Boc de Biterna, sobre el Riu Femosa al camí natural del riu Segre.

### Museus i jaciments arqueològics
- Centre d'Art la Panera (centre d'art contemporani, amb exposicions temporals, activitats pedagògiques i biblioteca)
- La casa Misericòrdia, seu del Museu de Lleida Diocesà i Comarcal
- El Museu d'Art Jaume Morera
- La sala Sant Joan
- El Museu Arqueològic i d'Art de l'Institut d'Estudis Ilerdencs
- El Museu de l'Aigua de Lleida[49]
- El Museu de l'Automoció de Lleida[50]
- CaixaForum Lleida
- Museu de la Ciència, el Medi Ambient i el Clima (en fase de construcció)[51]
- Museu del ferrocarril. Estarà ubicat a les instal·lacions on es fa la recuperació del material ferroviari i l'estació de Vilanoveta del segle xix (en fase de construcció.)
- El Portal de Magdalena
- Les restes arqueològiques de la Cuirassa, l'antic call de la ciutat
- Les adoberies de Lleida.

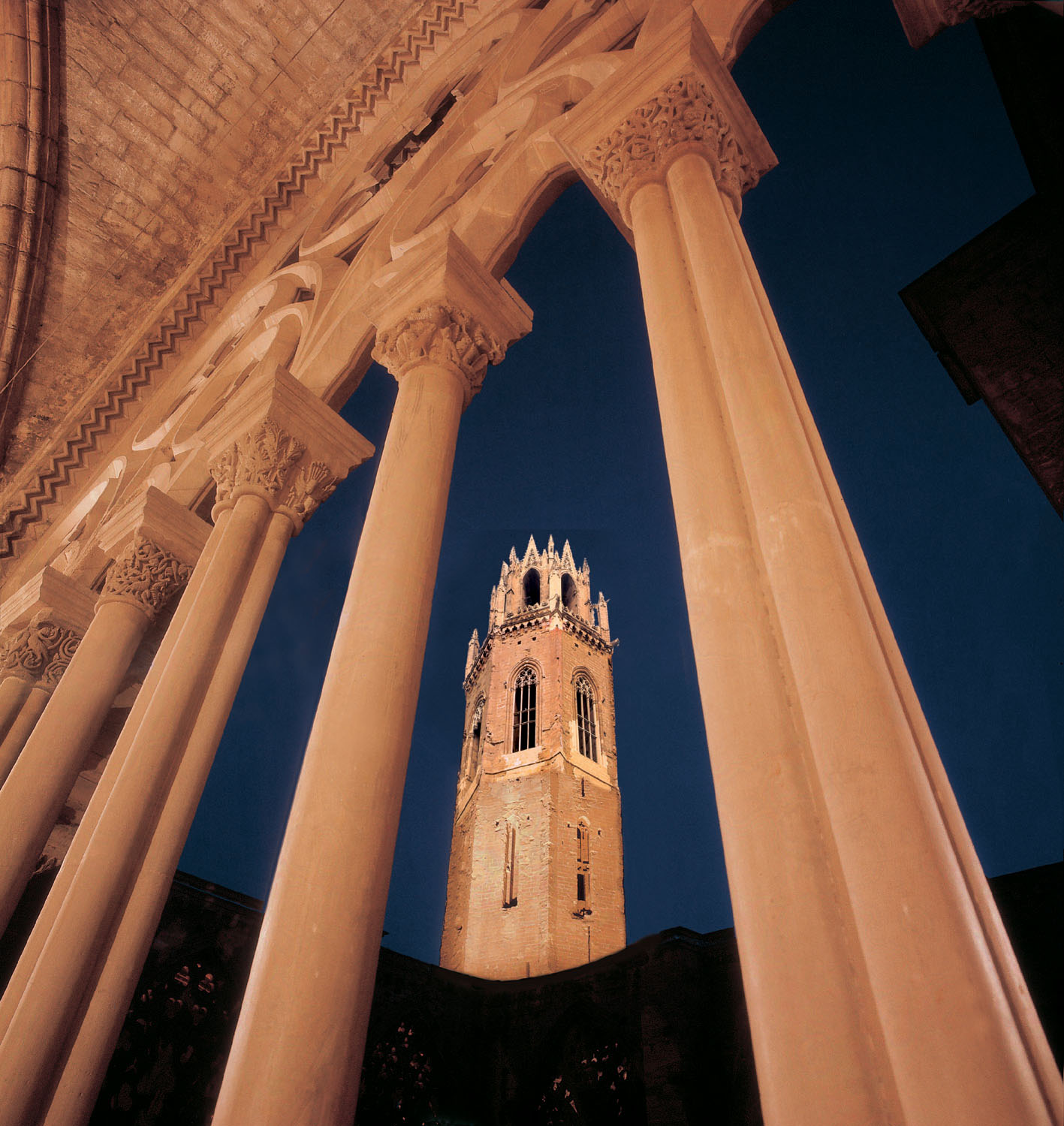
El campanar de la Seu Vella vist des del claustre
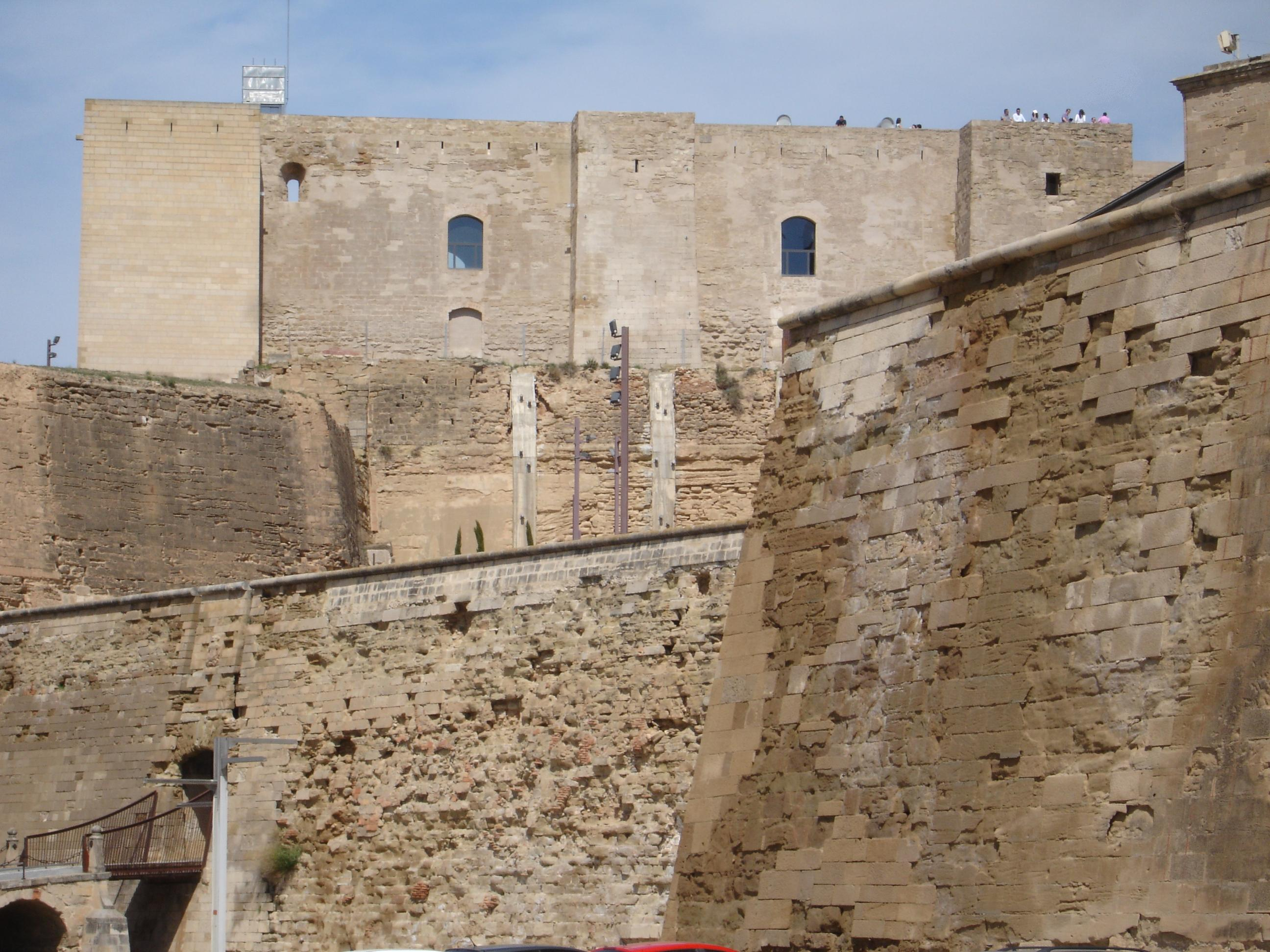
La Suda
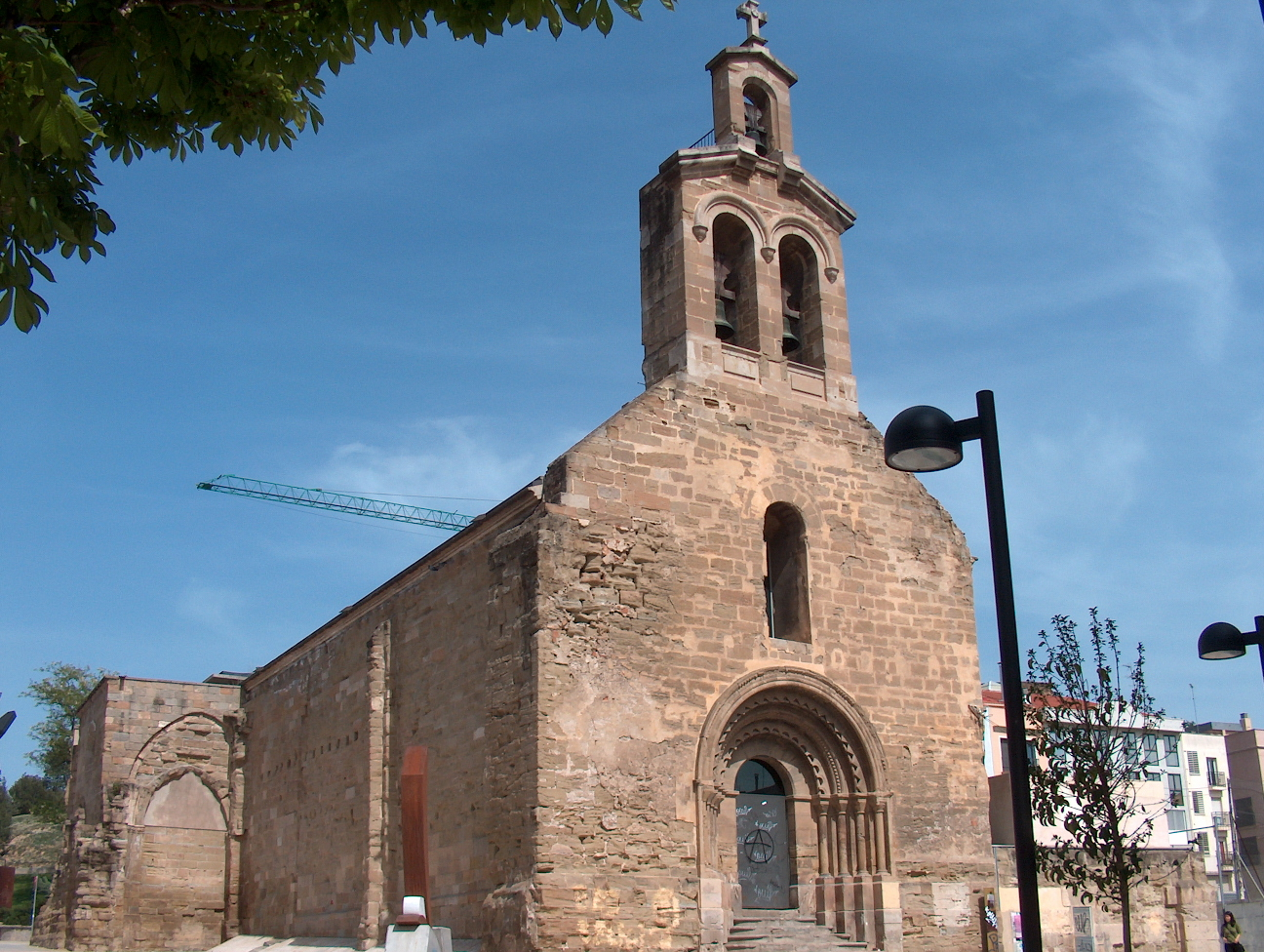
Església de Sant Martí
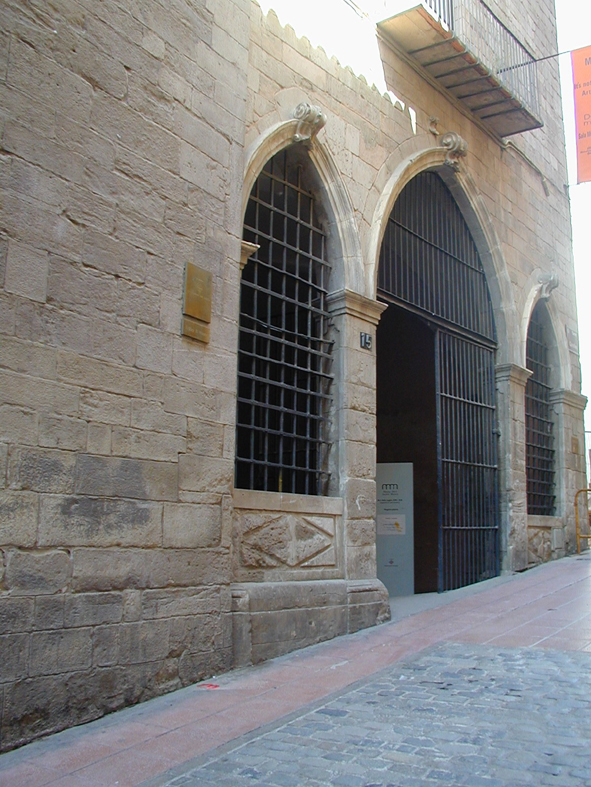
Convent del Roser (1669)
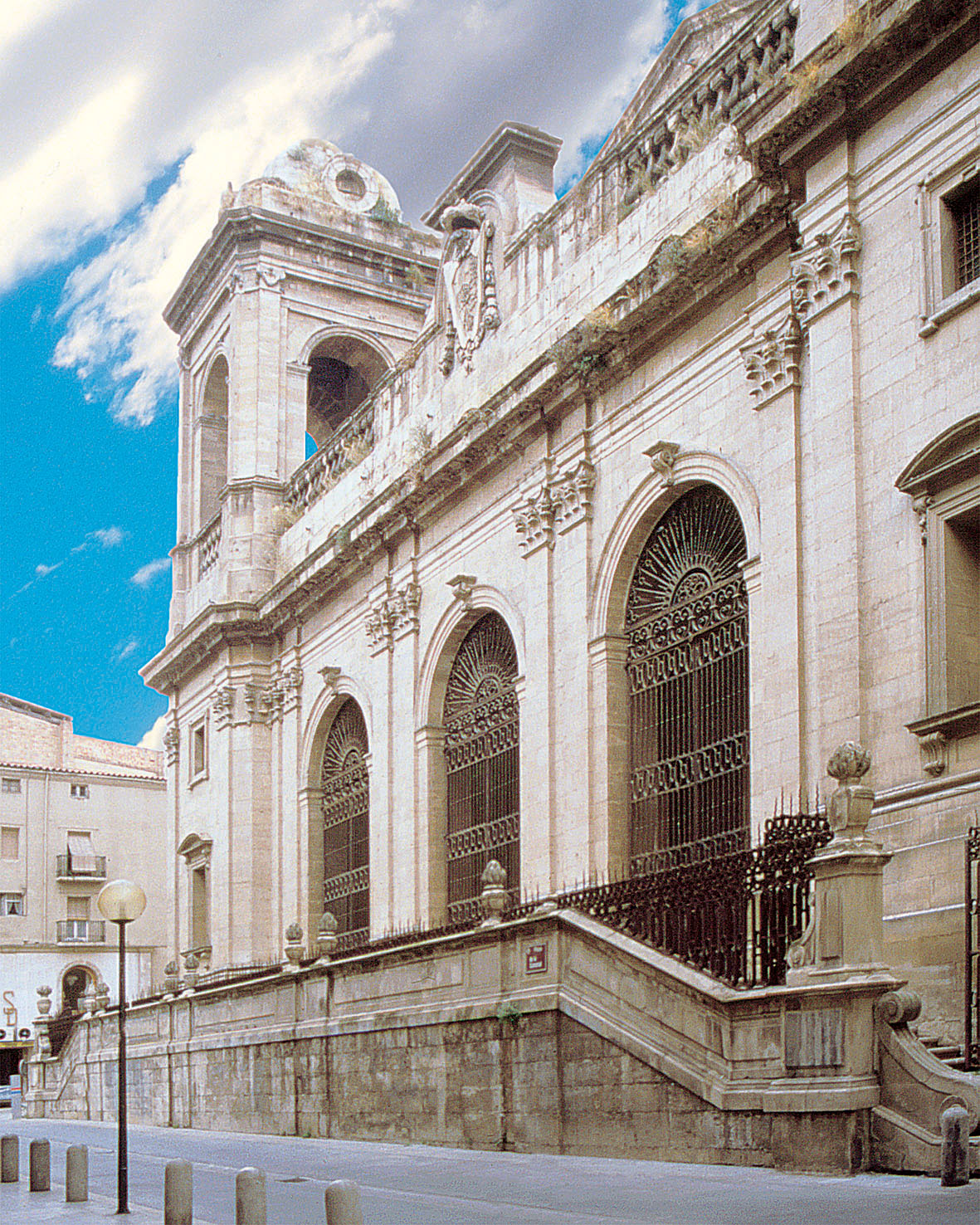
Catedral Nova
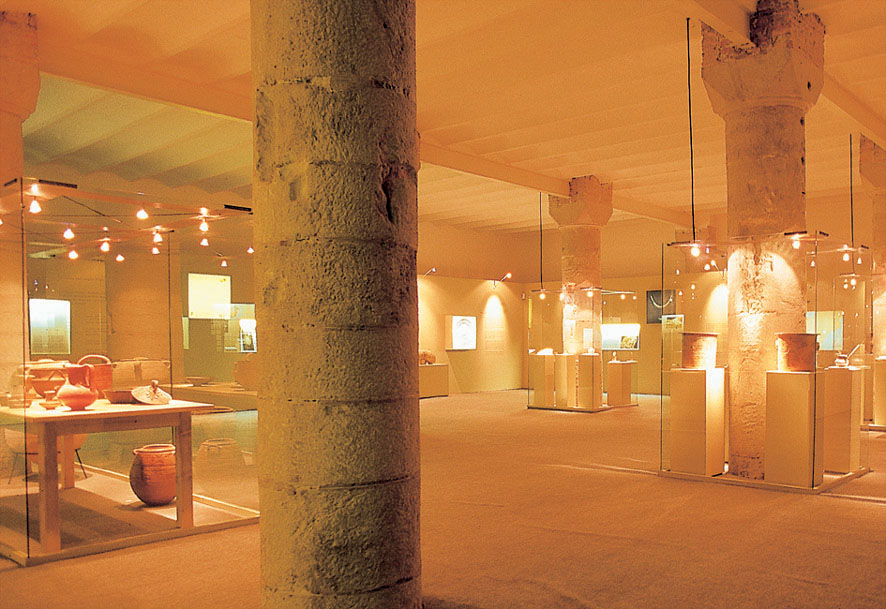
Institut d'Estudis Ilerdencs
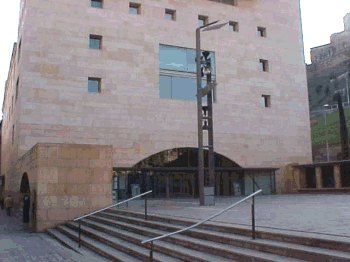
Auditori Enric Granados
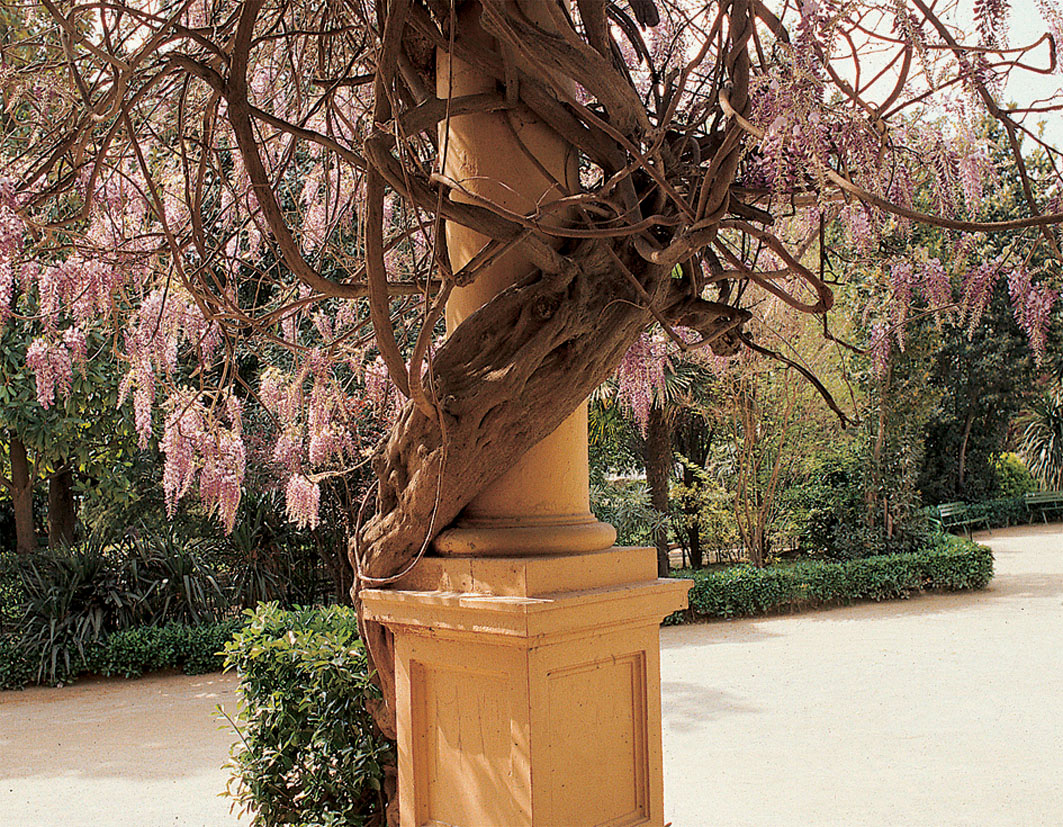
Els Camps Elisis
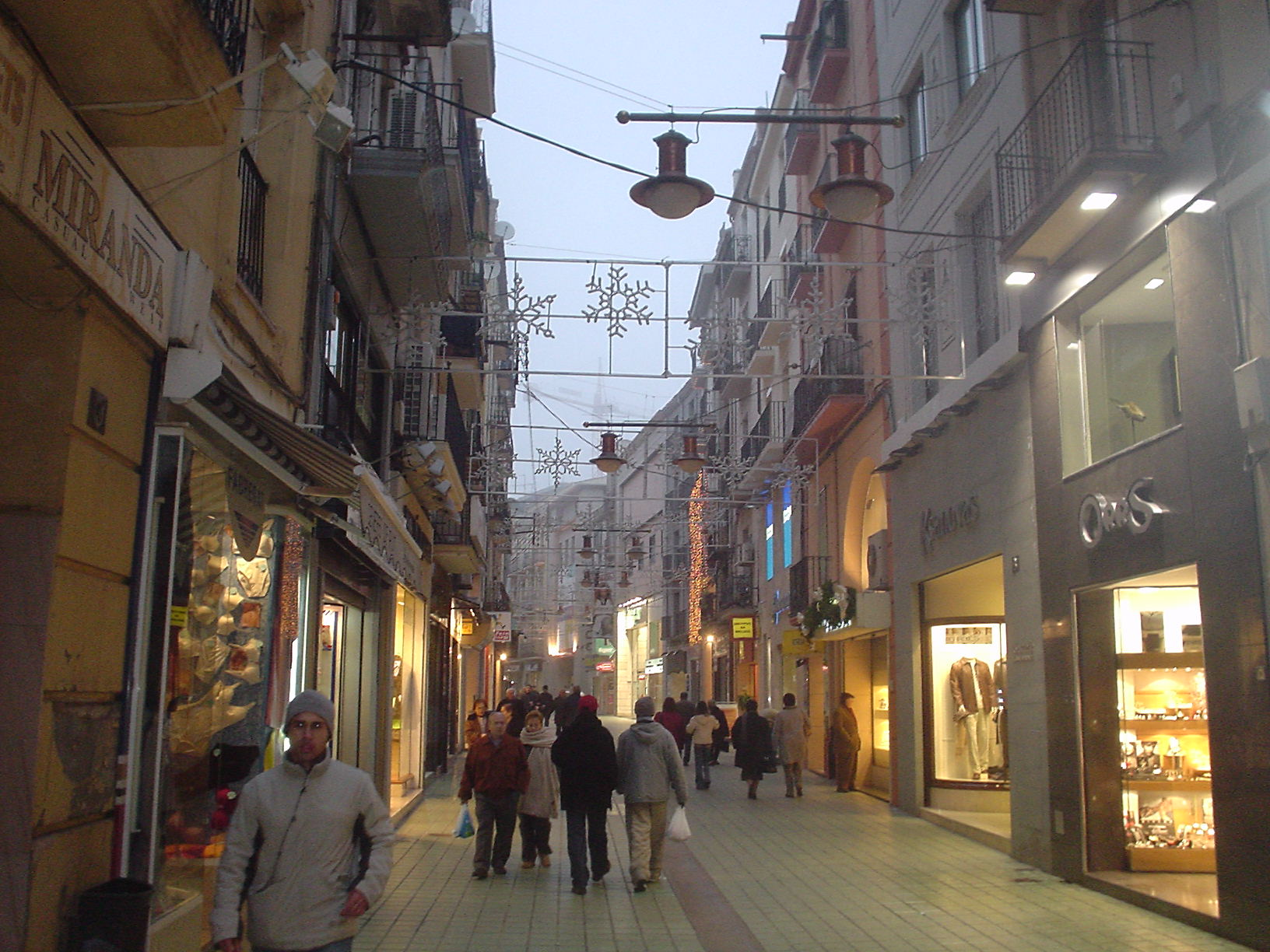
Carrer Major
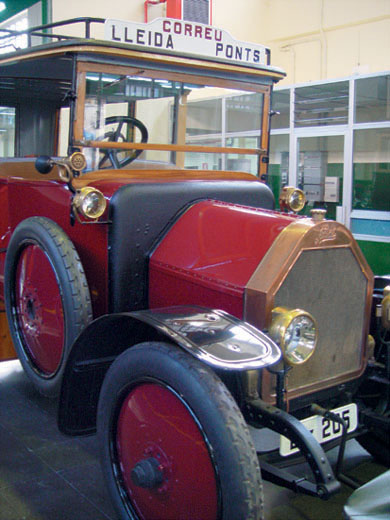
Museu de l'Automoció
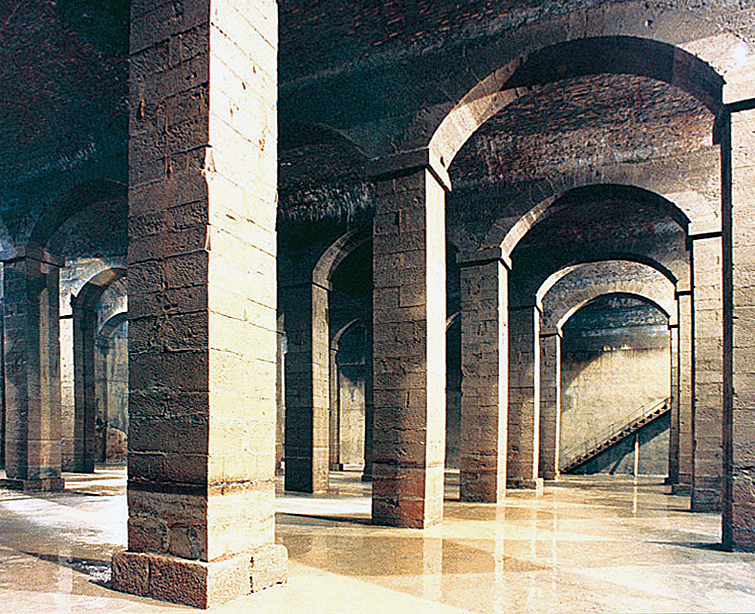
Dipòsit de l'Aigua
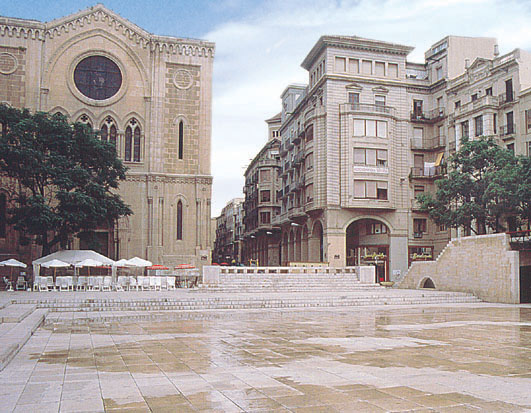
Plaça Sant Joan
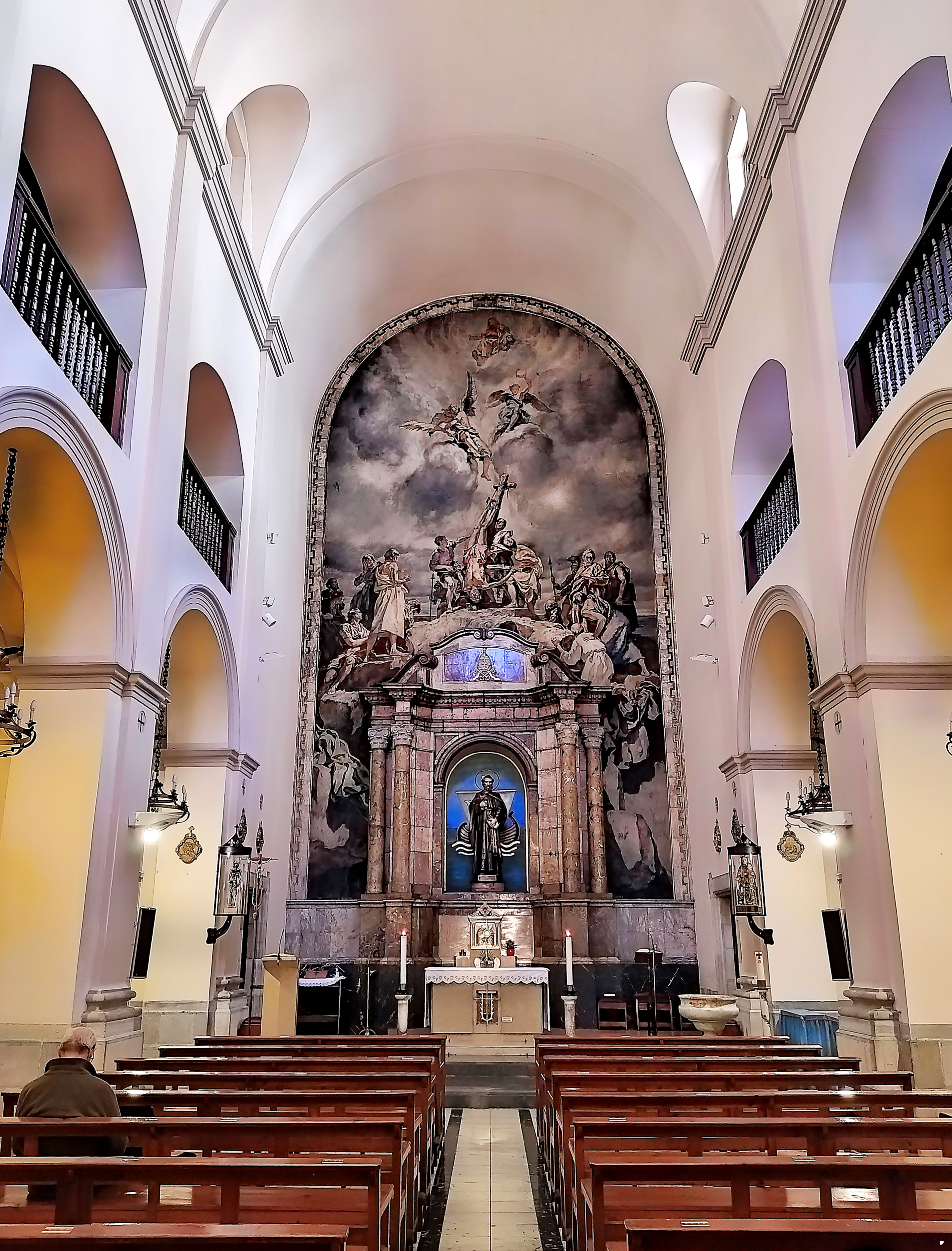
Sant Pere (Lleida) S.XVIII

### Modernisme[52]
- Teatre de l'Escorxador (1918), projectat per Francesc de Paula Morera i Gatell
- Antic cinema Vinyes (1920), la façana mostra una barreja d'estils entre modernista i noucentista
- Aquàrium (1915), projectat per Francesc de Paula Morera i Gatell
- Casa Morera (1922)
- Casa Baró (la Vinícola), del 1921 i projectat per Joan Bergós i Massó
- Casa Magí Llorens (1905), anomenada com la pedrera lleidatana, va ser projectada per Francesc Lamolla i Morante
- Casa Melcior (1910), projectada per Francesc de Paula Morera i Gatell
- Casa Bergós (1906), projectada per Francesc de Paula Morera i Gatell
- Casa Xammar (1920), projectada per Francesc de Paula Morera i Gatell
- Cases Balasch (1914), projectades per Francesc de Paula Morera i Gatell
- Casa Florensa (1905)
- Antic Hotel Pal·las (1912), projectat per Francesc de Paula Morera i Gatell
- Farinera La Meta (1913)
- Mercat del Pla (1920), projectat per Francesc de Paula Morera i Gatell
- Celler de Raimat (1918), projectat per Joan Rubió i Bellver
- Església Sagrat Cor de Raimat (1916), projectada per Joan Rubió i Bellver
- Cases dels colons de Raimat (1918), projectades per Joan Rubió i Bellver
- Xalet Queralt (1910)
- Xalet Vila Remei (1924)
- Panteó del comte de Torregrossa (1912), projectat per Francesc de Paula Morera i Gatell
- Plaça Sant Francesc (1920), projectada per Francesc de Paula Morera i Gatell

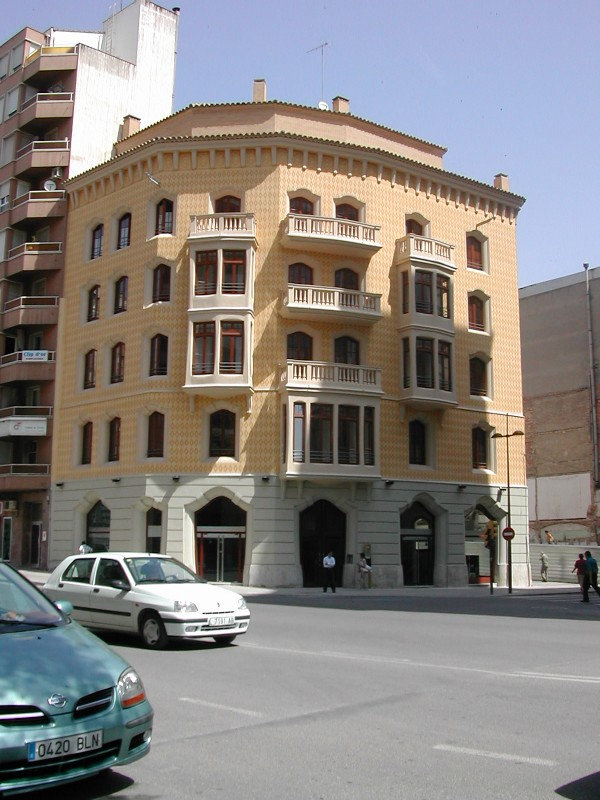
Casa Baró
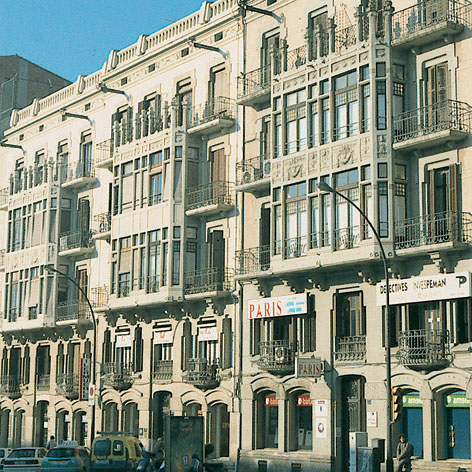
Cases Balasch
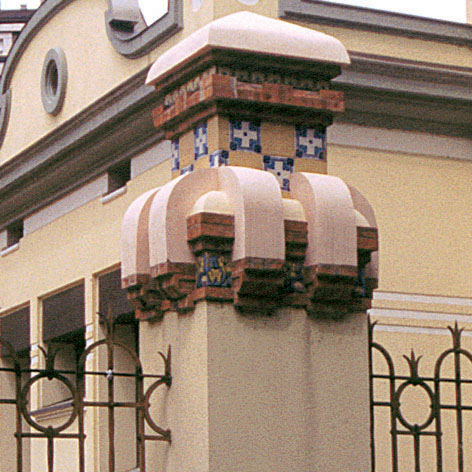
Teatre de l'Escorxador
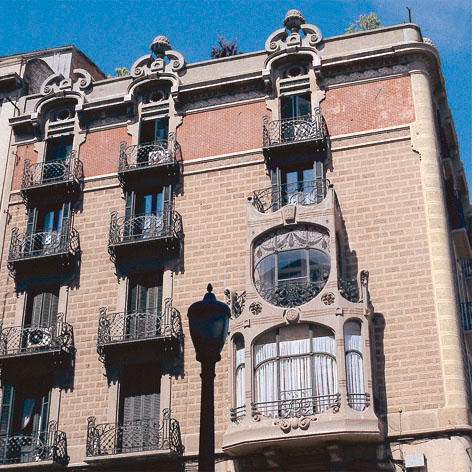
Casa Melcior
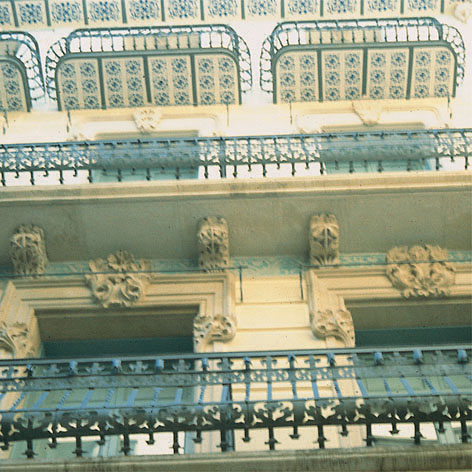
Casa Llorens
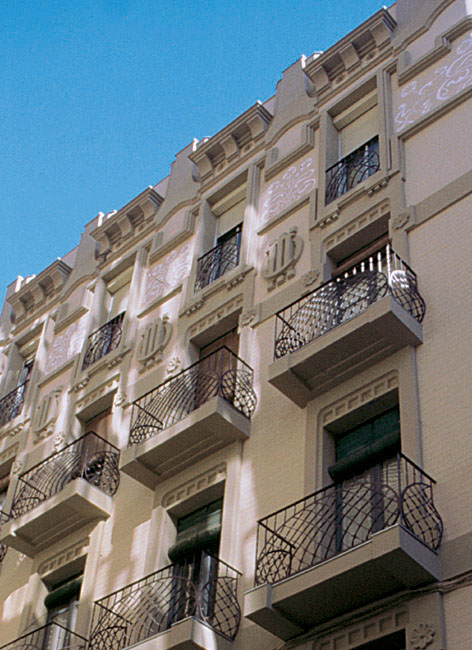
Casa Bergós
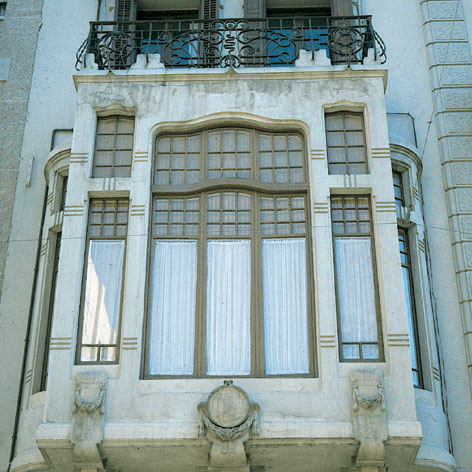
Casa Xammar
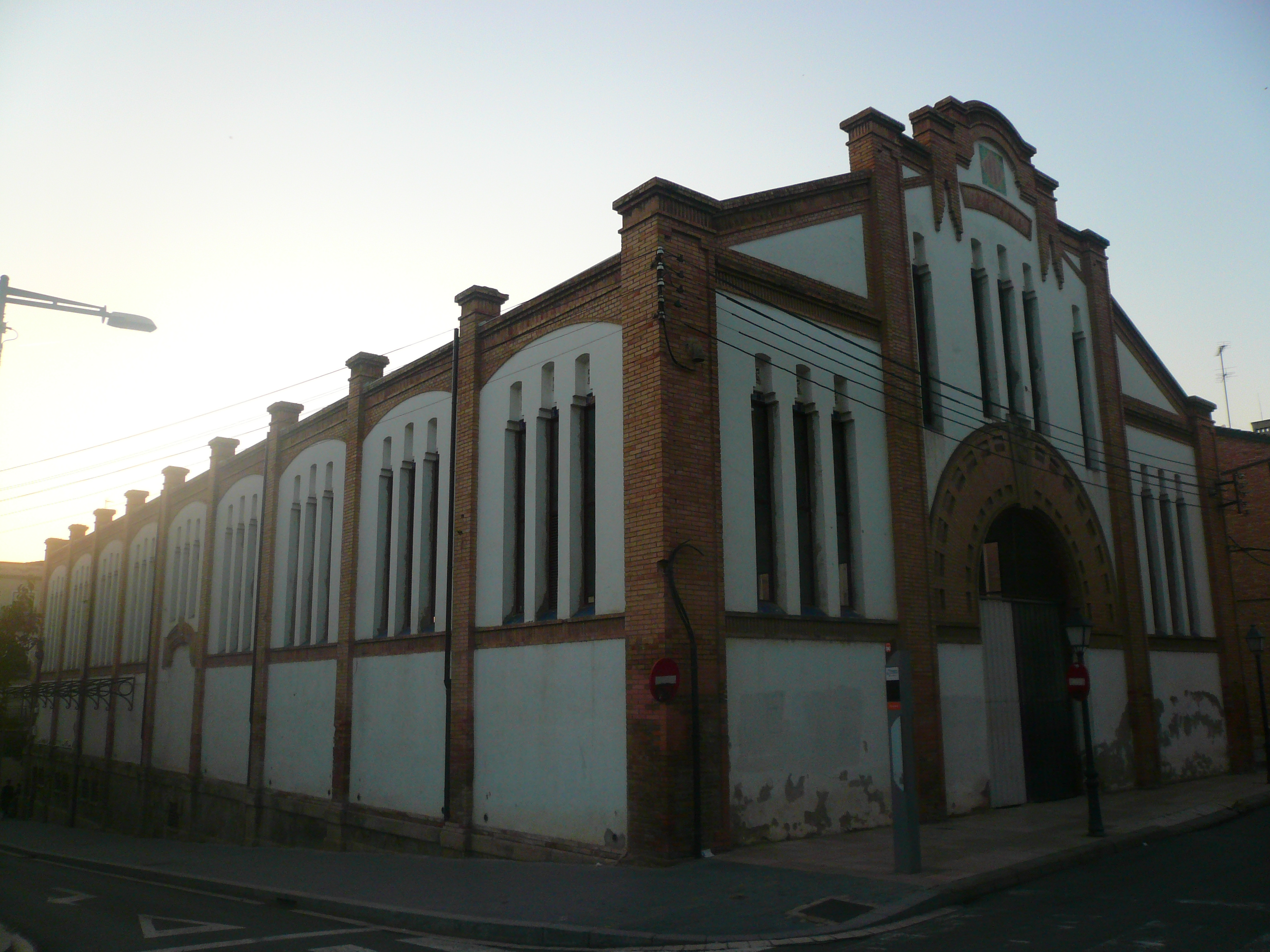
Mercat del Pla

## Transports

### Xarxa viària
Les principals vies d'accés a la ciutat per carretera són l'autopista AP-2 i l'autovia A-2, que la connecten amb Barcelona i Saragossa, l'autovia A-22 cap a Osca, l'A-14 i la N-230 que són les vies ràpides cap a la Vall d'Aran i l'Estat Francès, la N-240 que enllaça la ciutat amb Reus i Tarragona, la C-13 cap a Balaguer i Andorra i la C-12 cap a Amposta al sud i Àger al nord coneguda també com a eix occidental o de l'Ebre.
Al seu torn, diverses línies d'autobús connecten Lleida amb quasi tots els municipis de ponent i d'altres dels Països Catalans i Europa. Quant a la mobilitat interna, la ciutat disposa d'una xarxa municipal de 12 línies de bus urbà, gestionada per Autobusos de Lleida, i el servei de taxi correspon a les empreses Tele Ràdio Taxi Lleida i Loteutaxi.
Des de 2005, Lleida forma part de l'Autoritat Territorial de la Mobilitat de l'Àrea de Lleida (ATM Lleida), un consorci que gestiona el transport públic de la ciutat i les comarques catalanes de la seva àrea d'influència (Segrià, Noguera, Pla d'Urgell, Urgell, Segarra i Garrigues).
L'ATM Lleida va iniciar el 2008 el Sistema Tarifari Integrat (STI) de l'àrea de Lleida, que permet utilitzar un únic bitllet per a utilitzar els autobusos urbans, interurbans i els Ferrocarrils de la Generalitat (FGC) en el tram Lleida-Àger de la línia Lleida-La Pobla de Segur. El STI de l'àrea de Lleida inclou 149 municipis amb 365.273 habitants, en una extensió de 5.543 km².

### Ferrocarril
Lleida disposa d'una estació de tren (anomenada Lleida-Pirineus) on operen Renfe Operadora i Ferrocarrils de la Generalitat de Catalunya. Renfe serveix diverses línies regionals que uneixen Lleida amb Barcelona, Tarragona, Reus, Valls, Cervera, Manresa i Saragossa, i serveis d'alta velocitat (AVE) des del 2003, cap a Barcelona, Figueres, Saragossa, Madrid, Andalusia i el País Basc. D'altra banda, FGC opera la línia Lleida-La Pobla de Segur des de 2004.
Cal fer esment que, amb l'arribada del tren d'alta velocitat, l'estació i el seu entorn van ser objecte d'una profunda remodelació inacabada, dintre del Pla de l'Estació, que comportà el cobriment de la pràctica totalitat de les vies i la construcció, per part de l'empresa VIALIA, de diversos edificis que ofereixen serveis relacionats amb l'oci i el comerç. Així mateix, també està prevista la construcció d'una nova estació d'autobusos a la zona.
|  |  |

D'altra banda, la ciutat disposa de servei de rodalies ferroviàries integrat dins de Rodalies de Catalunya i amb trens regionals que transcorren per les diferents poblacions de la demarcació de Lleida i que són inclosos en el sistema tarifari integrat de l'ATM àrea de Lleida.
El servei de rodalia de Lleida té tres línies de regionals: R12, R13 i R14.

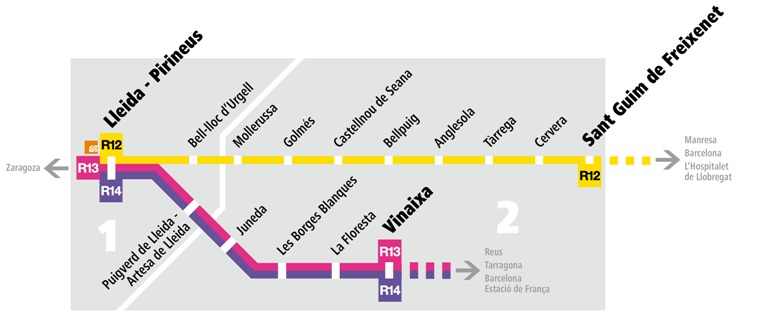
Mapa del servei de rodalia de Lleida de Rodalies de Catalunya

Pel que fa als Ferrocarrils de la Generalitat de Catalunya, hi ha dues línies des de Lleida anomenades RL1 i RL2 que van fins a Balaguer i La Pobla de Segur, respectivament.
Altres línies importants són:
- Línia Barcelona-Manresa-Lleida-Almacelles
- Línia Tarragona-Reus-Lleida
- Línia Lleida-Saragossa
- Línia d'alta velocitat Madrid-Saragossa-Lleida-Barcelona-Frontera Francesa
- Línia Lleida-La Pobla de Segur

### Aeroport

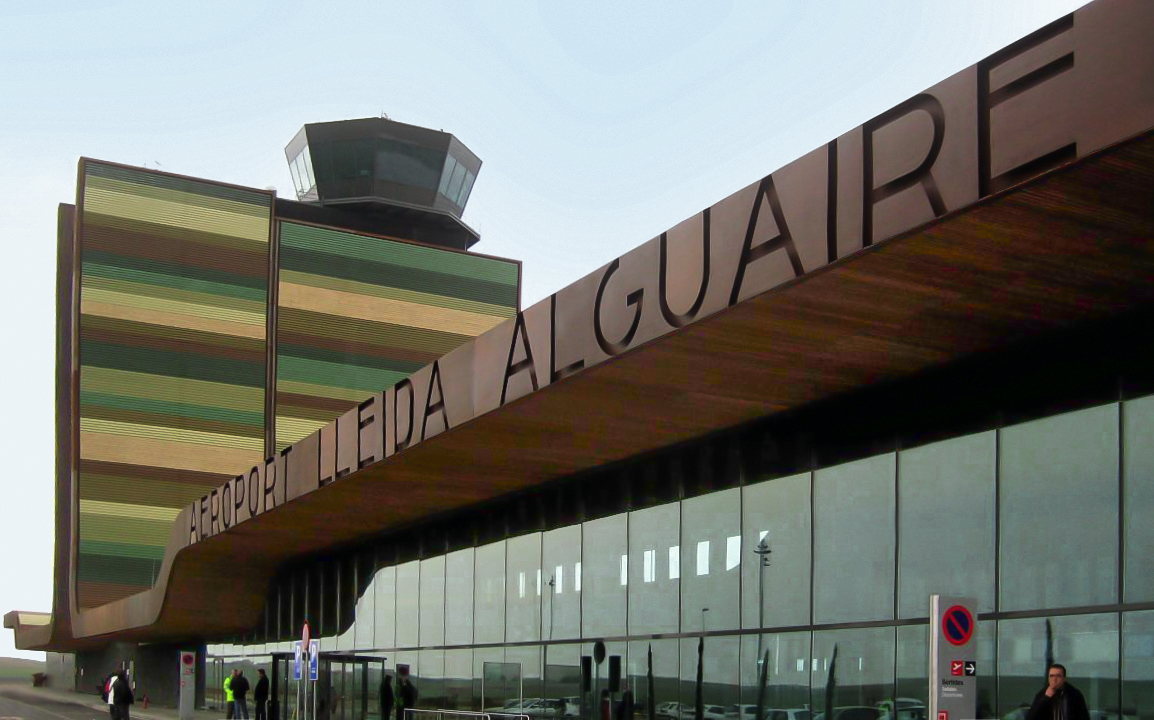
Torre i terminal de l'aeroport

La ciutat disposa de l'Aeroport de Lleida-Alguaire, turísticament conegut com a Lleida-Pirineus. Va ser inaugurat el 17 de gener de 2010, i disposa d'unes modernes instal·lacions i un disseny avantguardista. Està situat a 15 quilòmetres de la ciutat, al terme municipal d'Alguaire. Actualment només hi opera la companyia Air Nostrum, amb destinacions d'estiu a Maó i Eivissa i estacionals d'hivern a ciutats britàniques. Les expectatives inicials per a la terminal lleidatana han topat amb una realitat sense vols ni viatgers que ha obligat la Generalitat a replantejar el model de l'aeroport relacionada amb les escoles de vol i la formació de pilots.

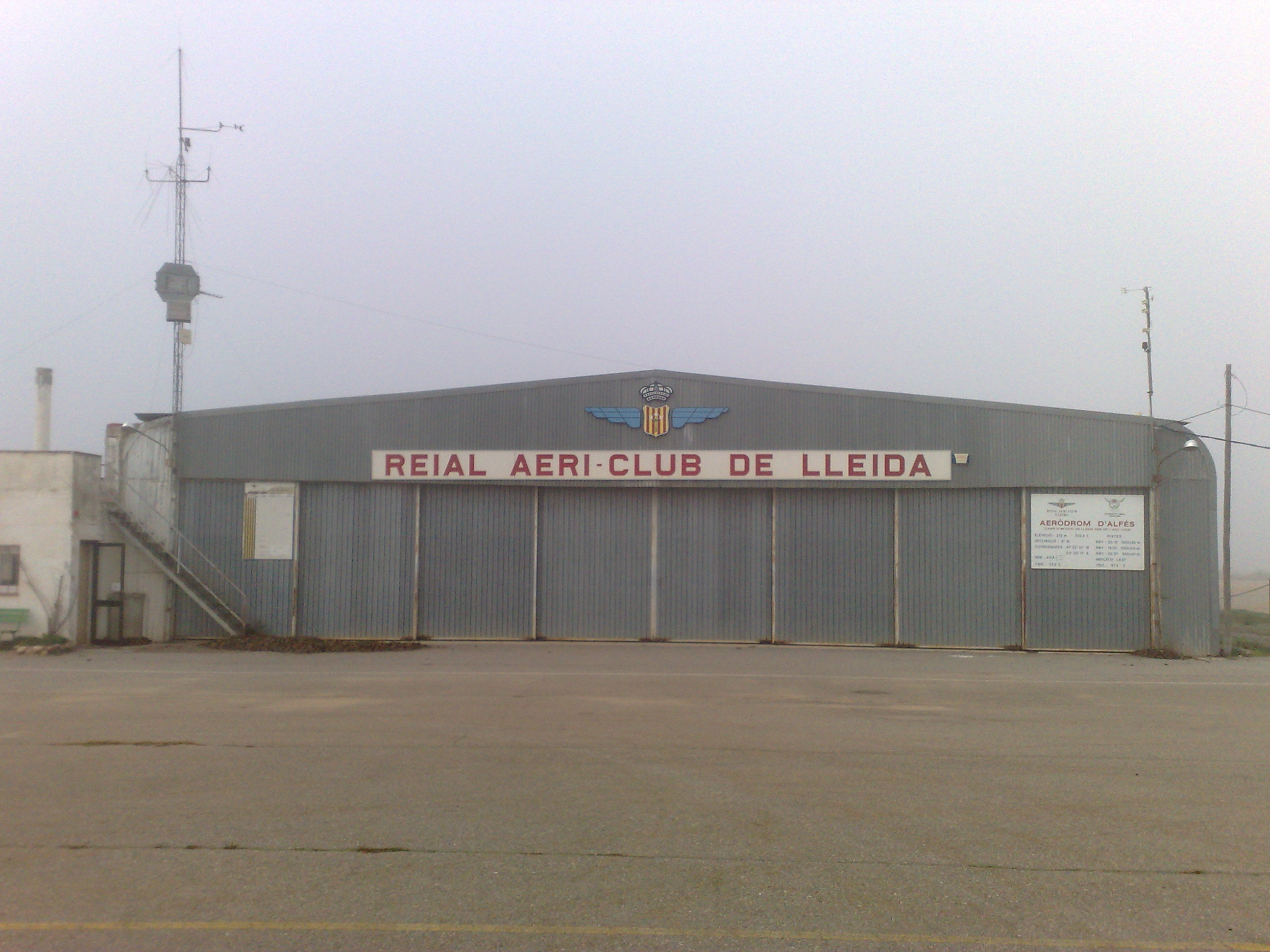
Hangar principal de l'aeròdrom

L'Aeròdrom d'Alfés s'ubicava a quatre quilòmetres al nord d'Alfés i a vuit al sud de la ciutat. Fou inaugurat el 1929 després que el Reial Aeri Club de Lleida abandonés les seues instal·lacions del barri lleidatà dels Magraners.
Després d'anys de litigis entre l'Aeri Club, la Generalitat i l'organització ecologista IPCENA, l'aeròdrom fou clausurat i traslladat dins les instal·lacions d'Alguaire, on continuaren les activitats de l'aeroclub lleidatà.

### Ponts
Lleida, en ser una ciutat travessada pel riu Segre, disposa d'una sèrie de ponts que en comuniquen ambdós marges, un total d'onze passos sobre el riu: cinc de transitables per cotxes i vianants, un de ferroviari i cinc d'ús exclusiu per a vianants. Una altra passarel·la que està prevista unirà la Llotja amb el parc dels camps Elisis:
- Anterior al segle ii, Pont Vell
- 1860, Pont del Ferrocarril
- 1973, Pont Nou
- 1993, Pont de la Universitat
- 1995, Pont de Pardinyes

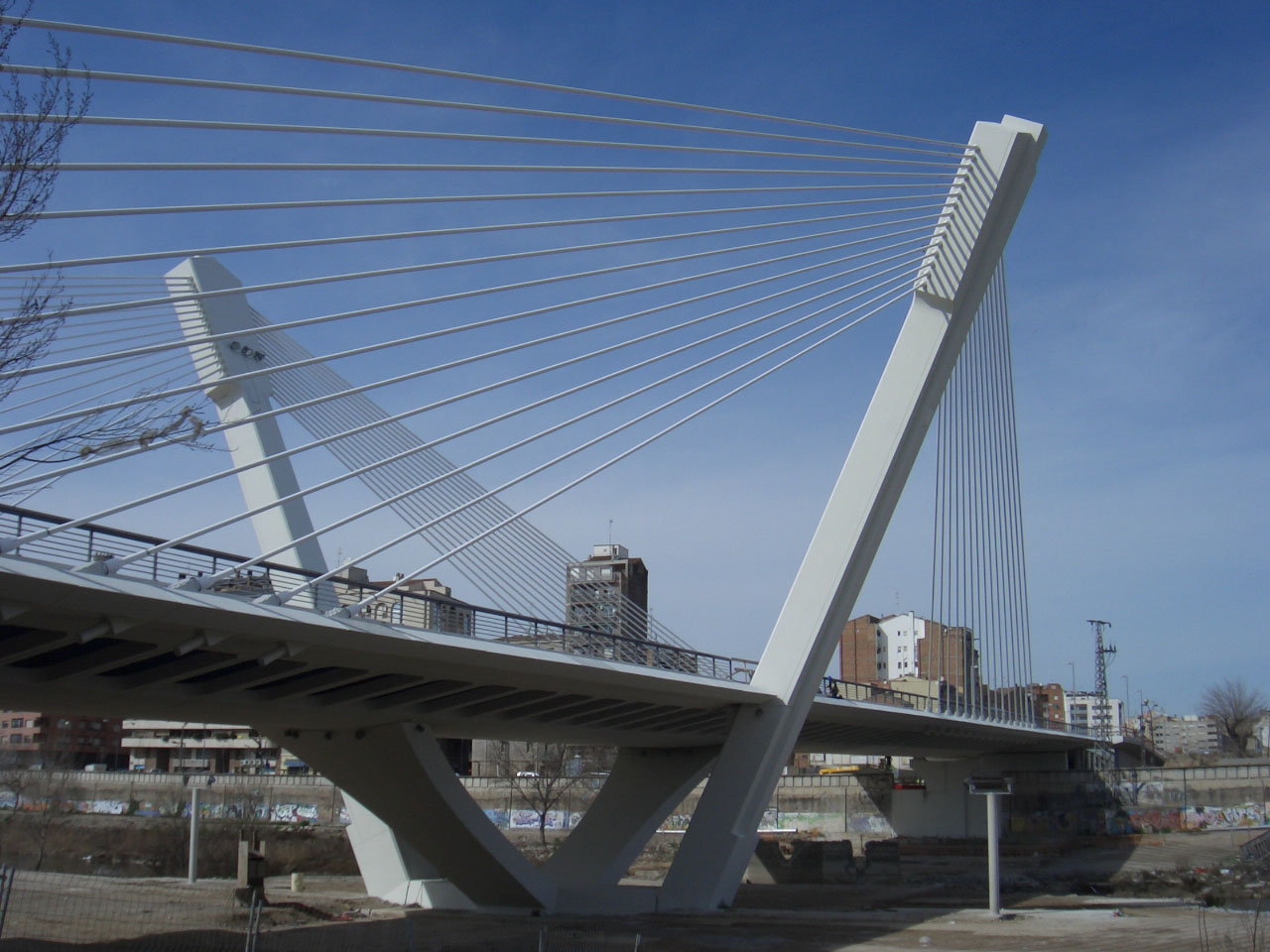
Pont de Príncep de Viana

- 1997, Passarel·la del Liceu Escolar
- 2003, Passarel·la dels Camps Elisis
- 2004, Passarel·la de l'Onze de Setembre
- 2009, Passarel·la de Rufea o del Tòfol.
- 2010, Pont de Príncep de Viana
- 2010, Passarel·la dels Maristes

## Festes i cultura

### Festes de maig

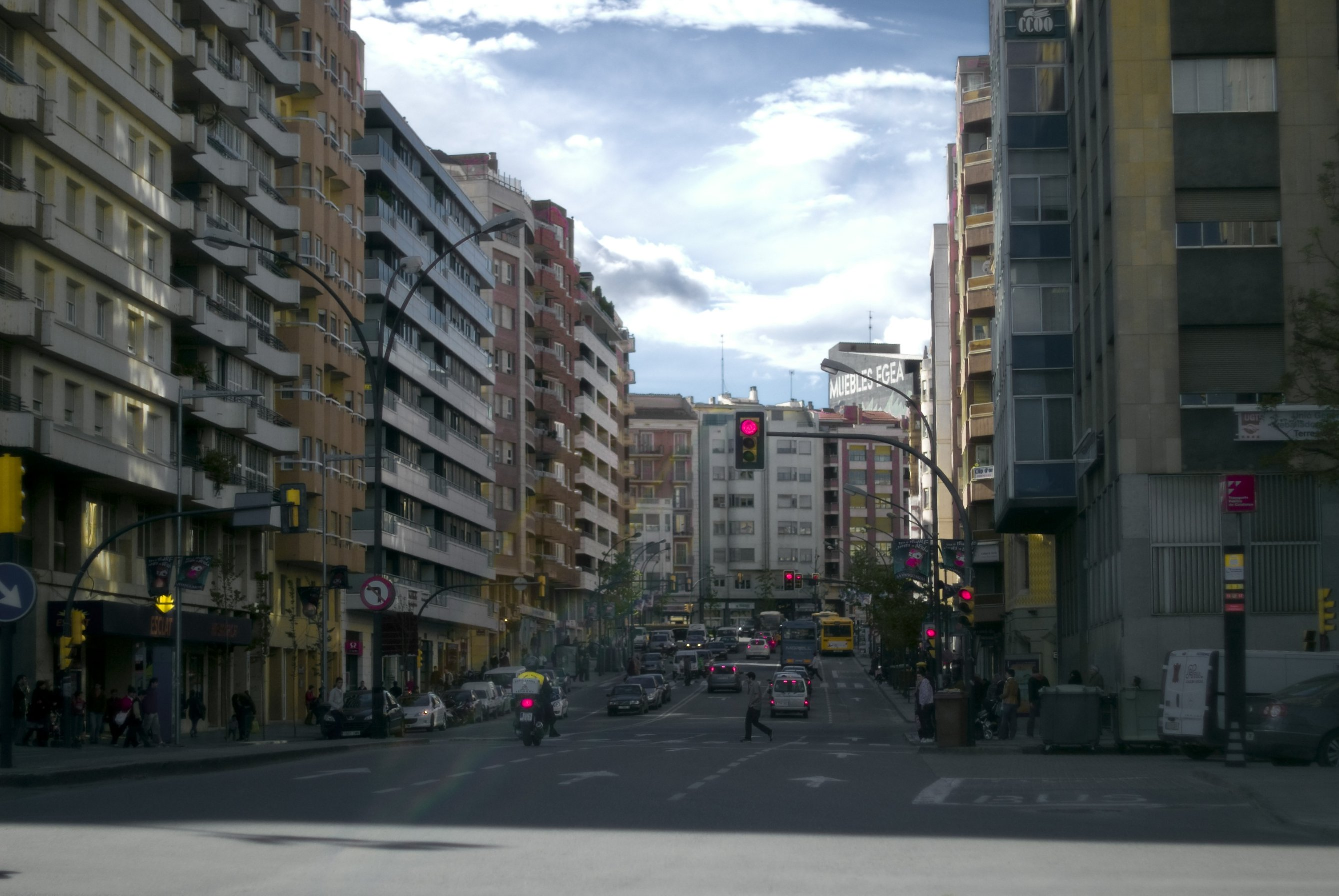
L'avinguda de Catalunya

La Festa Major de Lleida se celebra l'11 de maig en honor del seu patró Sant Anastasi, un soldat romà fill de Lleida que va ser martiritzat a Badalona per ordre de Dioclecià l'any 303. Dintre de les Festes de Maig, cal fer esment de la recuperació de la Festa de Moros i Cristians, de la qual ja se'n té constància el 1150, mesos després que el comte de Barcelona i príncep d'Aragó, Ramon Berenguer IV, fes entrar la bandera cristiana a la Madina Larida musulmana.

### Festes de Tardor
Festes que coincideixen amb la festivitat de Sant Miquel i amb la Fira Agrària que porta el seu nom.

### Mostres de cinema
- La Mostra Internacional de Cinema d'Animació de Catalunya (Animac) és una mostra no competitiva, que se celebra l'última setmana de febrer, que és dedicada a tot allò relacionat amb l'animació cinematogràfica.

- La Mostra de Cinema Llatinoamericà de Catalunya és un certamen competitiu que se celebra durant el mes de juny, i que a part de la Secció Oficial a Concurs, incorpora seccions retrospectives i per a noves propostes.
- Som Cinema Festival de l'Audiovisual Català, que serveix de plataforma per als cineastes del futur amb la inteció de crear nous públics i alimentar futures vocacions.[59]

### Aplec del Caragol
L'Aplec del Caragol és una festa gastronòmica organitzada al voltant de la cuina del caragol que se celebra a la ciutat de Lleida a la darreria de maig. L'aplec reuneix milers de persones al voltant de la taula per degustar els plats més tradicionals de la cuina lleidatana. Tot plegat es completa amb nombrosos actes paral·lels.
L'aplec va néixer el 1980 amb només 300 persones -prop de 12 colles-, improvisat, informal i mancat d'infraestructura. Però ja en la seva segona edició incorporava una cercavila pels carrers de la ciutat de Lleida i presentava una certa organització. En l'actualitat, l'Aplec és una gran festa coneguda arreu. El 2019, en la 40a edició, s'hi van registrar xifres rècord: 12000 collistes, 200.000 assitents i s'hi van menjar 12 milions de caragols.
A causa de la rellevància de la festa, l'Aplec del Caragol va ser declarada per la Generalitat de Catalunya el 2002 Festa tradicional d'interès nacional, i l'any 2004, commemorant-ne el 25è aniversari, el govern espanyol va declarar-lo Festa d'Interès Turístic Nacional.

### Els Castellers de Lleida
Els Castellers de Lleida són una colla castellera de Lleida fundada l'any 1995. La ciutat de Lleida no tenia tradició castellera, però tot i això, els Castellers de Lleida es compten des de l'any 2001 entre les colles que han aconseguit descarregar castells de 8 pisos
El primer castell de set, un 4 de 7, es va descarregar a Agramunt, l'1 de setembre de 1996. L'any 1997 ja havien descarregat el 4 de 7 amb l'agulla, el 5 de 7, i el 3 de 7 aixecat per sota. L'any 1998 els Castellers de Lleida van participar en el XVII Concurs de castells de Tarragona i van quedar en onzena posició empatats amb els Castellers de Cornellà

### Els Fanalets de Sant Jaume
La capella gòtica del Peu del Romeu (s. XIII) situada al Carrer Major, commemora el pas de l'apòstol Jaume el Major per Lleida, on segons la llegenda, l'apòstol es va clavar de nit una espina al peu dret, i un àngel amb un fanalet li va fer llum perquè pogués treure-se-la. La vesprada de Sant Jaume els infants recorden aquest fet anant en romeria fins a la seu nova proveïts de fanalets, que donen a la processó religiosa un insòlit caràcter de festa i revetlla. El pas processional està format per una imatge en fusta de l'apòstol, acompanyada pels gegants de la ciutat i les principals autoritats.

### Música
A mitjan segle xix ja existia amb una banda municipal que dirigia el compositor Francesc Oliver i Aymauri, que ensems era organista de l'església de Sant Joan. La ciutat té una banda de música, la Banda Municipal de Lleida, fundada l'any 1996 sota la direcció del mestre Amadeu Urrea. Habitualment la banda és formada per una seixantena de músics.
També hi trobem l'Orquestra Simfònica Julià Carbonell de les Terres de Lleida, dirigida des de 2002 per Alfons Reverté Casas i que té com a seu l'auditori Enric Granados.
Lleida disposa de diverses sales de concerts, entre les quals es pot destacar el Cotton Club, el Cafè del Teatre i La Boite, i els pubs Epap, Les Paul i Sisbris, que també ofereixen actuacions musicals en directe.
La Paeria també organitza cada any un concurs per a nous talents musicals, l'anomenat Directe Mostra de Música Jove del Segrià, que es premia amb actuacions en els grans escenaris de les festes de primavera i de tardor. El Pepe Marín Rock Festival és un concurs musical adreçat als nous talents de la música rock, en totes les seves variants.

### Teatre
Ja el 1940, tot just després de la Guerra Civil espanyola, es van organitzar a Lleida els primers Jocs Florals, tot i que per les circumstàncies era prohibit d'actuar en català. La ciutat va reconstruir a poc a poc una tradició teatral ben desenvolupada, tant en el teatre semiprofessional com en l'amateur: entre les dues primeres categories, cal esmentar el Teatre Estable de Lleida i Teatredetext, dedicats íntegrament al teatre, mentre que Xip Xap, El Sidral i La Pasterada es dediquen més a l'animació de carrer. Entre els diversos grups d'aficionats, hi ha l'AEM Teatre i el Cercle Dramàtic Talia. Tota aquesta activitat es va concretar en la creació de l'Aula Municipal de Teatre.
El 29 de desembre de 1951 un grup de prohoms de Lleida, en resposta a un concurs públic obert per la Paeria, inauguraren el Teatre Principal al bell mig del Carrer Major a tocar de la plaça de Sant Joan. Més de mig segle després, continua oferint sessions de teatre, cinema i òpera, amb una programació estable.
El 8 d'octubre de 1998 obria les portes el Teatre de l'Escorxador, inaugurat un any més tard i amb dues sales dedicades a les arts escèniques, que donaren impuls al teatre lleidatà. Amb la Llotja de Lleida, inaugurada el 21 de gener de 2010, la ciutat guanyava un dels tres equipaments escènics més importants juntament amb el Liceu i el TNC, esdevenint així aquest equipament el teatre més important en potencialitat, fora de l'àmbit escènic barceloní, en disposar d'un total de 1.600 butaques.

### Titelles
El Centre de Titelles de Lleida fou creat el 1986 amb la voluntat de combinar elements dramàtics, pedagògics, documentals i dinamitzadors socials al voltant dels titelles.
Amb el futur Museu de Titelles, actualment en projecte, el centre oferirà al públic un espai únic.
La Fira Internacional de Teatre de Titelles de Lleida va néixer el maig de 1990, gràcies als esforços del Centre de Titelles de Lleida i amb el suport de la Paeria, amb el propòsit d'esdevenir una plataforma de mercat per a la professió titellaire i de divulgació artística. 31 companyies i 33 espectacles, l'execució de 115 sessions, la meitat d'elles gratuïtes, la presència de més de 300 professionals i l'assistència de prop de 40.000 persones en l'edició de 2019, converteixen aquesta fira en referent als Països Catalans.

## Gastronomia
Gràcies als fruits de l'Horta de Lleida, la gastronomia de la ciutat es basa en matèries primeres fresques i d'alta qualitat. Parlar de la cuina de Lleida és parlar de fruita, de caragols, de verdures fresques, de bolets i de carns (sobretot de porc). Amb aquests ingredients, s'elaboren plats caracteritzats principalment per la qualitat de la matèria primera.
Així mateix, Lleida forma part de la denominació d'origen Costers del Segre, aportant la producció de l'EMD de Raimat.
Alguns plats i productes típics són:

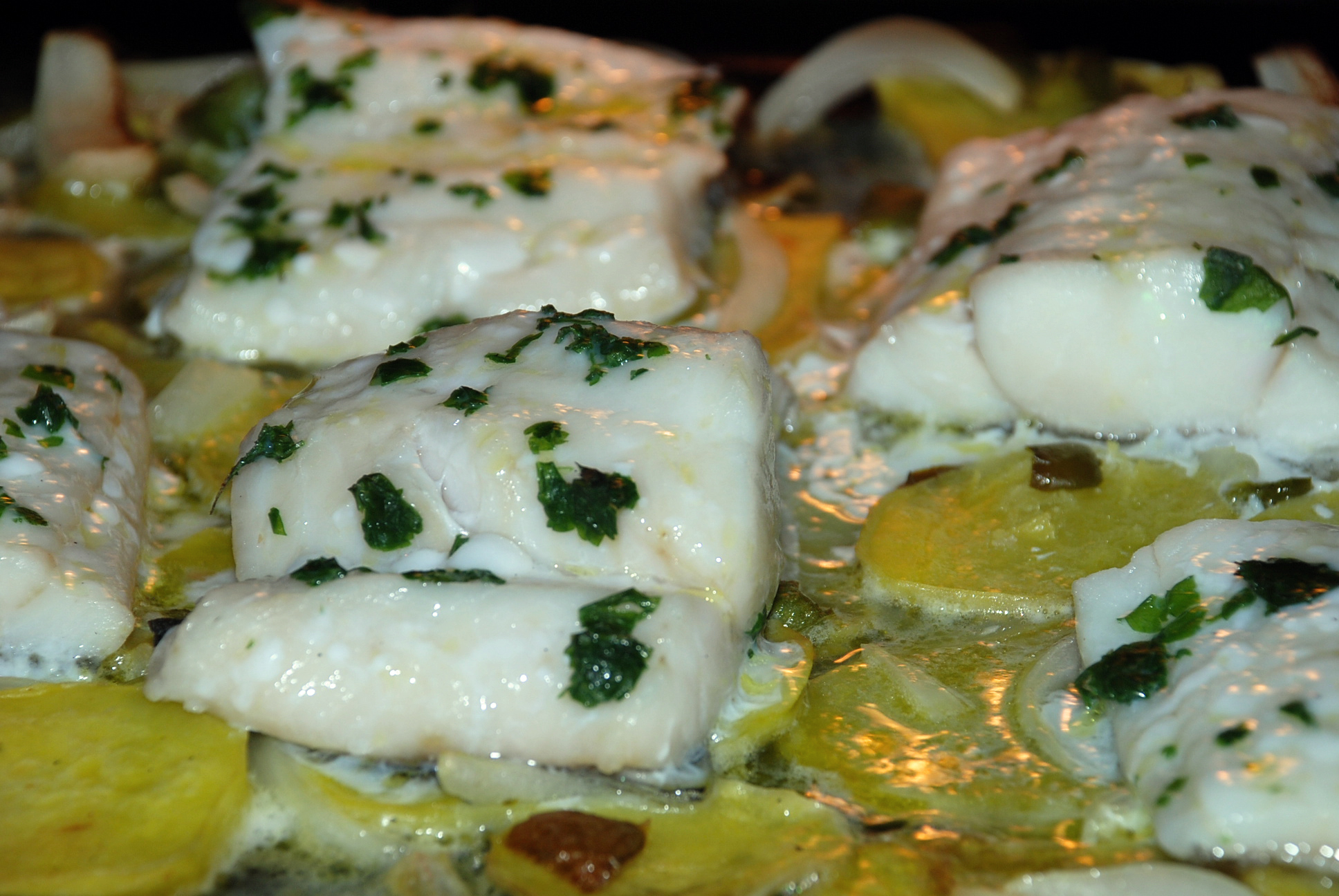
Arròs a la cassola
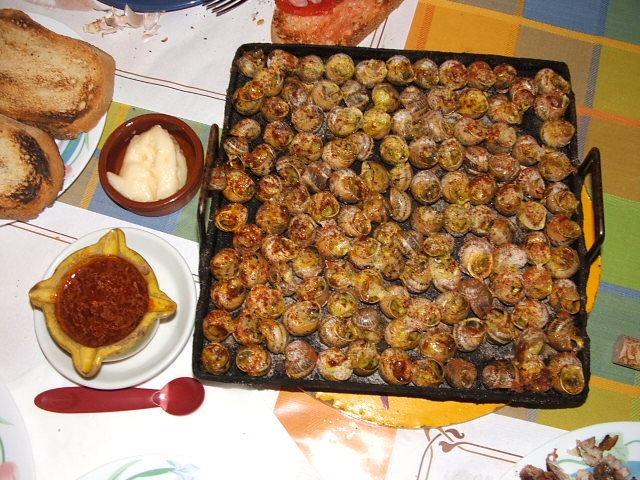
Bacallà a la llauna
- Caragols a la llauna
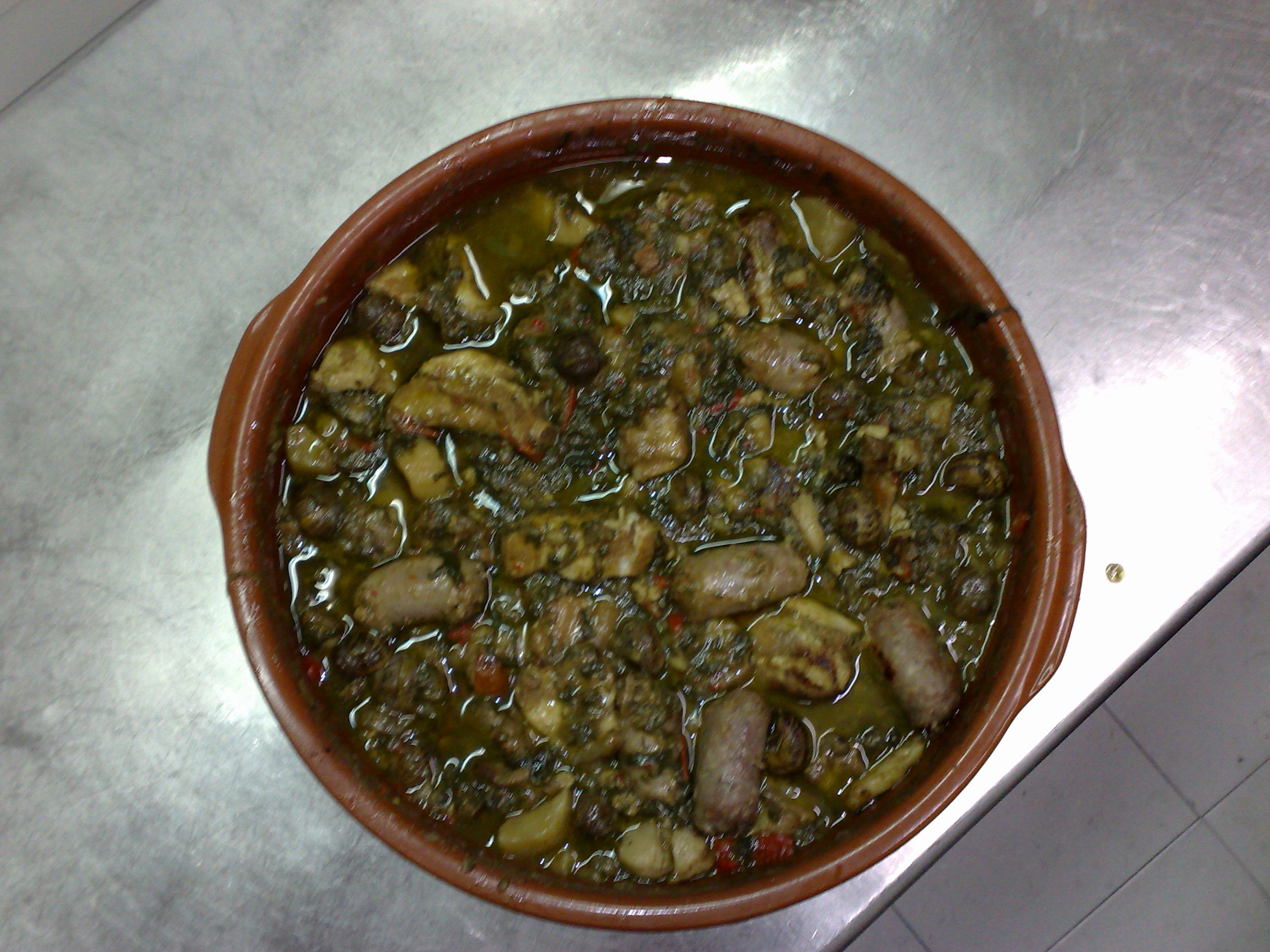
Cassola de tros
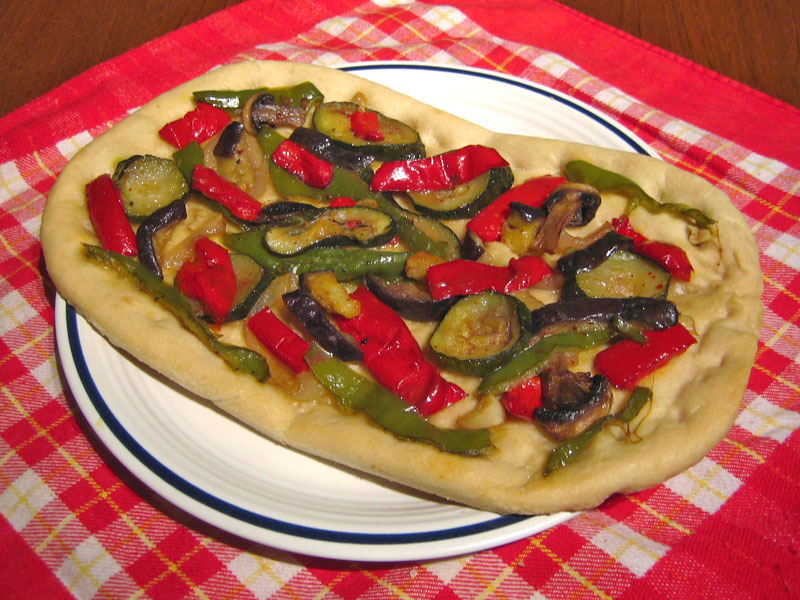
Coca de Lleida
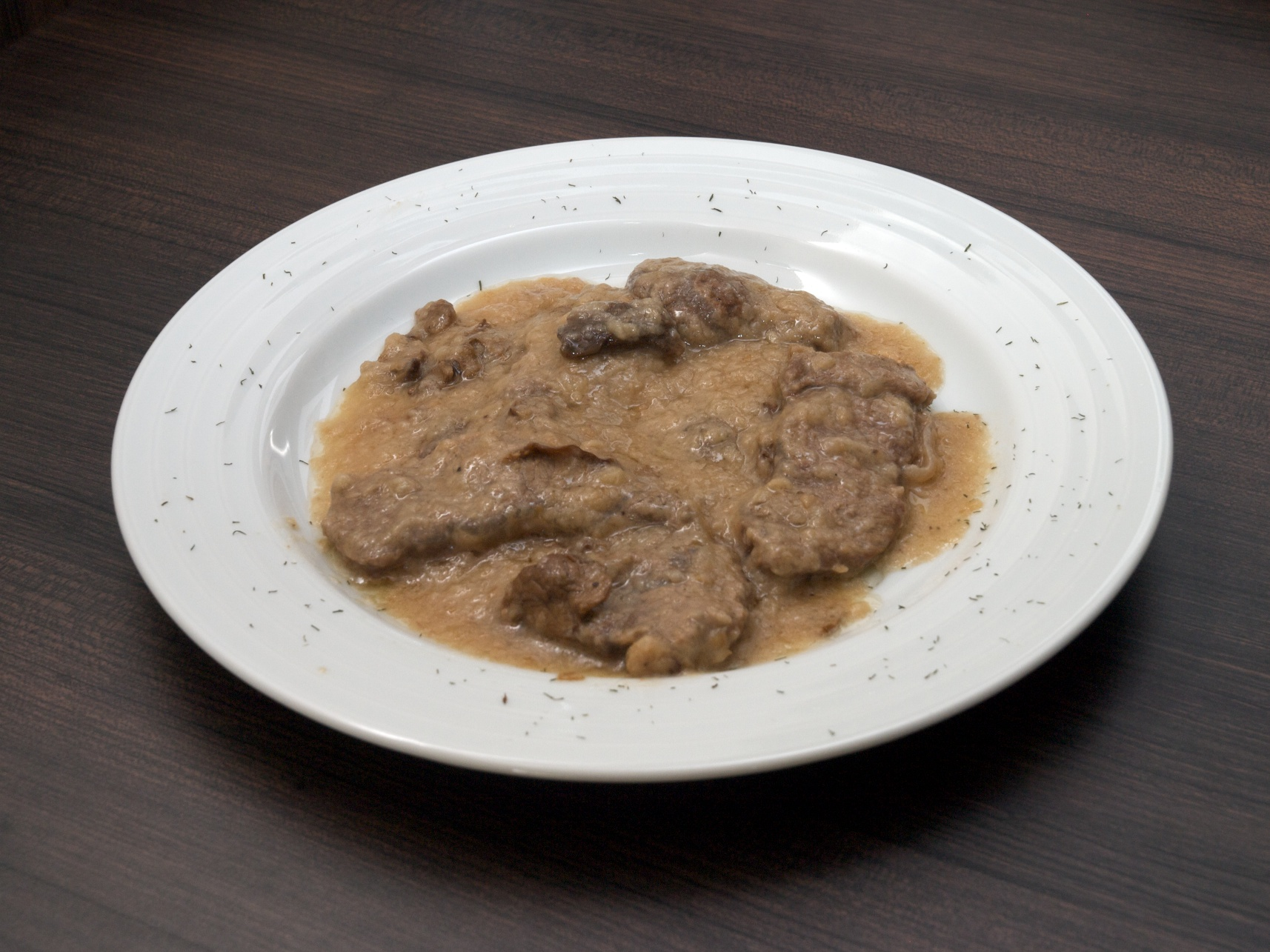
Fricandó
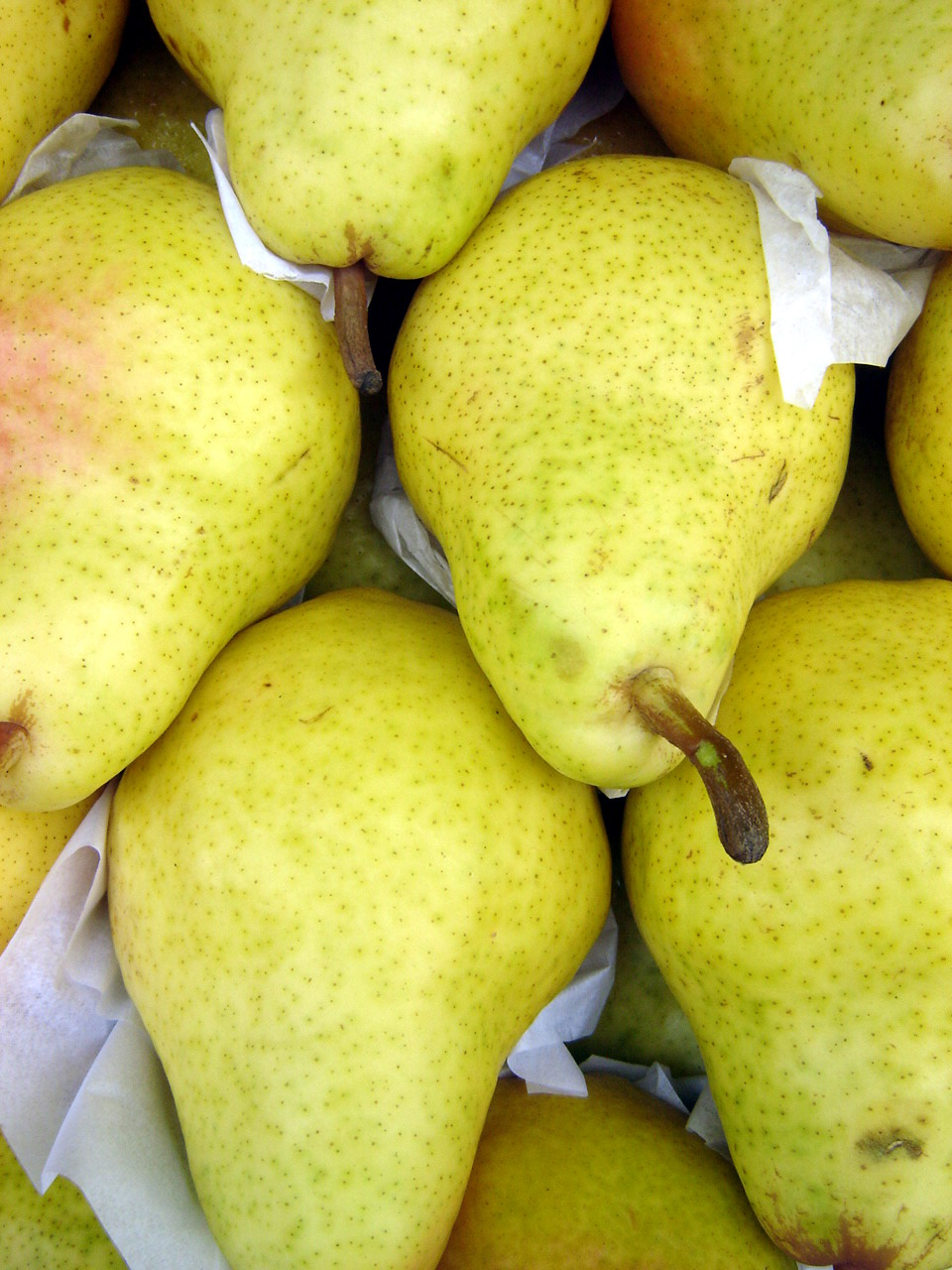
Pera de Lleida
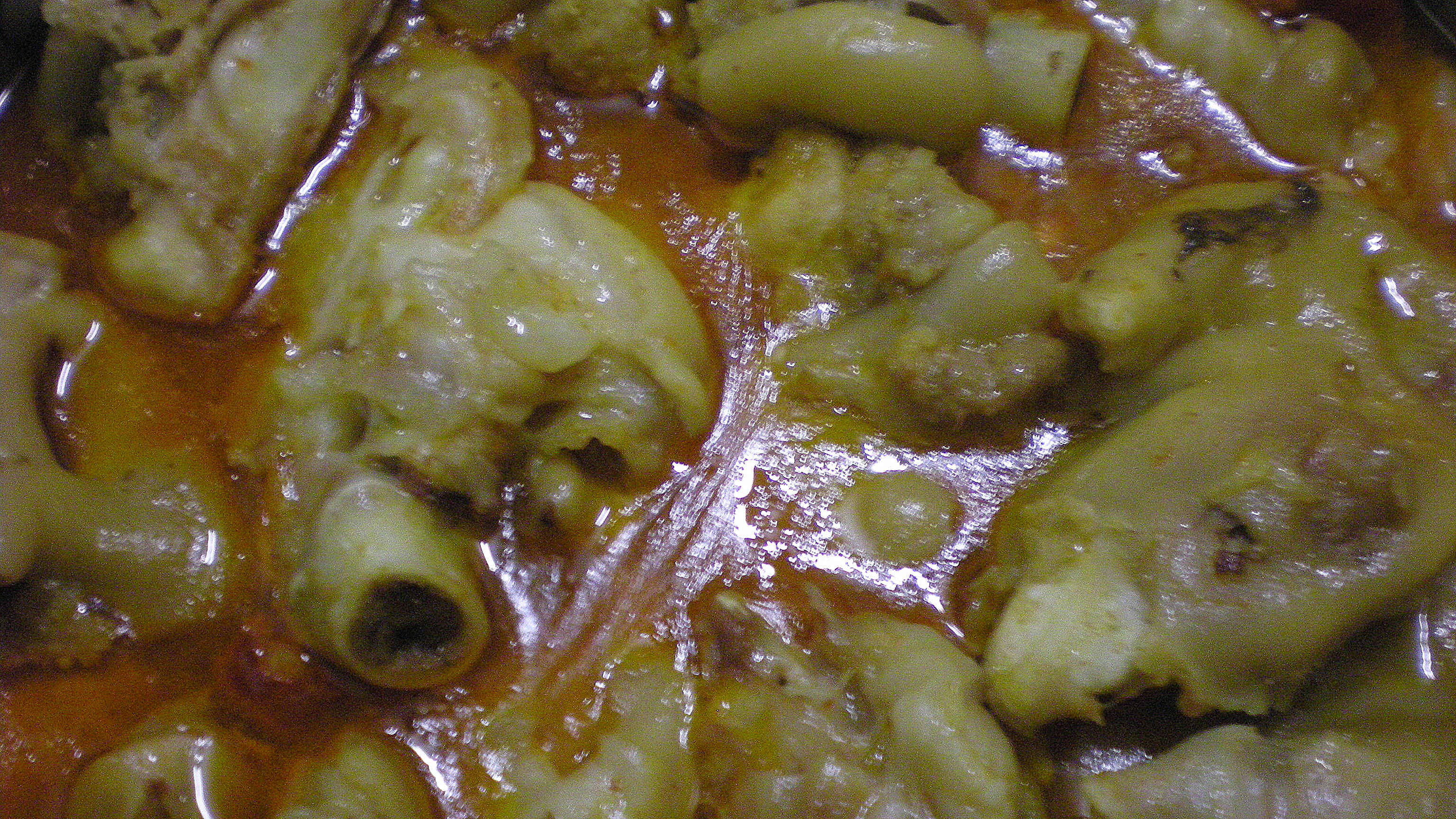
Peus de porc a la cassola
- Poma de Lleida
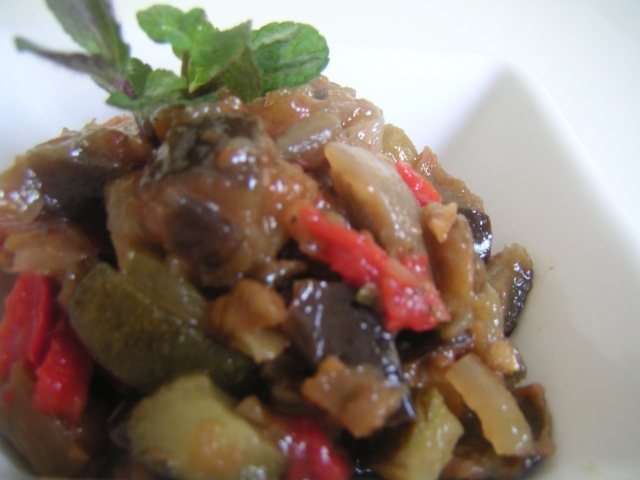
Samfaina

- Bacallà a la llauna
- Caragols a la llauna
- Cassola de tros
- Coca de recapte
- Fricandó
- Pera llimonera
- Peus de porc a la cassola
- Samfaina

## Ensenyament

### Centres públics d'educació secundària[74]
- Institut Màrius Torres
- Institut Torre Vicens
- Institut Samuel Gili Gaya
- Institut Joan Oró
- Institut Castell dels Templers
- Institut Escola del Treball
- Institut Josep Lladonosa
- Institut Manuel de Montsuar
- Institut Maria Rúbies
- Institut Caparrella
- Institut Guindàvols
- Institut La Mitjana
- Institut Ronda
- Institut Escola Torre Queralt

### Centres concertats[75]
- Col·legi Episcopal
- Col·legi Lestonnac l'Ensenyança
- Col·legi Mirasan
- Col·legi Santa Anna
- Col·legi Arabell
- Col·legi Claver
- Col·legi El Carme
- Col·legi FEDAC - Dominiques
- Col·legi Les Heures
- Col·legi Maristes
- Col·legi Mater Salvatoris
- Col·legi Sagrada Família
- Col·legi Sant Jaume

## Fills i filles il·lustres de Lleida
Categoria principal: lleidatans
- Maria Sauret (Lleida, s. XVII - Lleida, s. XVIII), heroïna de la Guerra de Successió Espanyola.
- Martina Castells i Ballespí (Lleida, 1852 - Reus, 1884), metgessa. Dona nom a un carrer del barri de Cappont.
- Pius Font i Quer (Lleida, 1888 – Barcelona, 1964), botànic i lexicògraf. Dona nom a una rotonda del barri de Pardinyes, a tocar del parc de la Mitjana.
- Samuel Gili Gaya (Lleida, 1892 - Madrid, 1976), gramàtic català.
- Joan Bergós i Massó (Lleida, 1894 - Barcelona, 1974), arquitecte.
- Frederic Godàs i Legido (Lleida, 1879 – Senalhac de la Tronquièra, 1920), pedagog. Dona nom a un col·legi del barri de Cappont.
- Elvira Godàs i Vila (Lleida, 1917 – Sant Adrià de Besòs, 2015), mestra republicana.
- Joan Oró i Florensa (Lleida, 1923 - Barcelona, 2004), bioquímic.
- Ramon Maria Puig i Andreu (Lleida, 1940), arquitecte.
- Ticià Riera i Sala (Lleida, 1946), musicòleg.
- Miguel Gallardo (Lleida, 1955 - Barcelona, 21 de febrer de 2022), dibuixant i guionista de còmic.
- Jaume Balagueró i Bernat (Lleida, 1968), director de cinema.
- Àlex de Sàrraga Gómez (Lleida, 1946 - Lleida, 2022), advocat i activista dels DDHH.

## Entitats i associacions[calcitació]

### Mitjans de comunicació
- Diaris
  - Segre
  - La Mañana

- Emissores de Ràdio
  - Ràdio Lleida
  - Cope Lleida
  - Catalunya Ràdio
  - Onda Cero Lleida
  - RNE Lleida
  - UA1 Lleida Ràdio

- Canals de Televisió
  - Lleida Televisió
  - Tot TV

## Esports

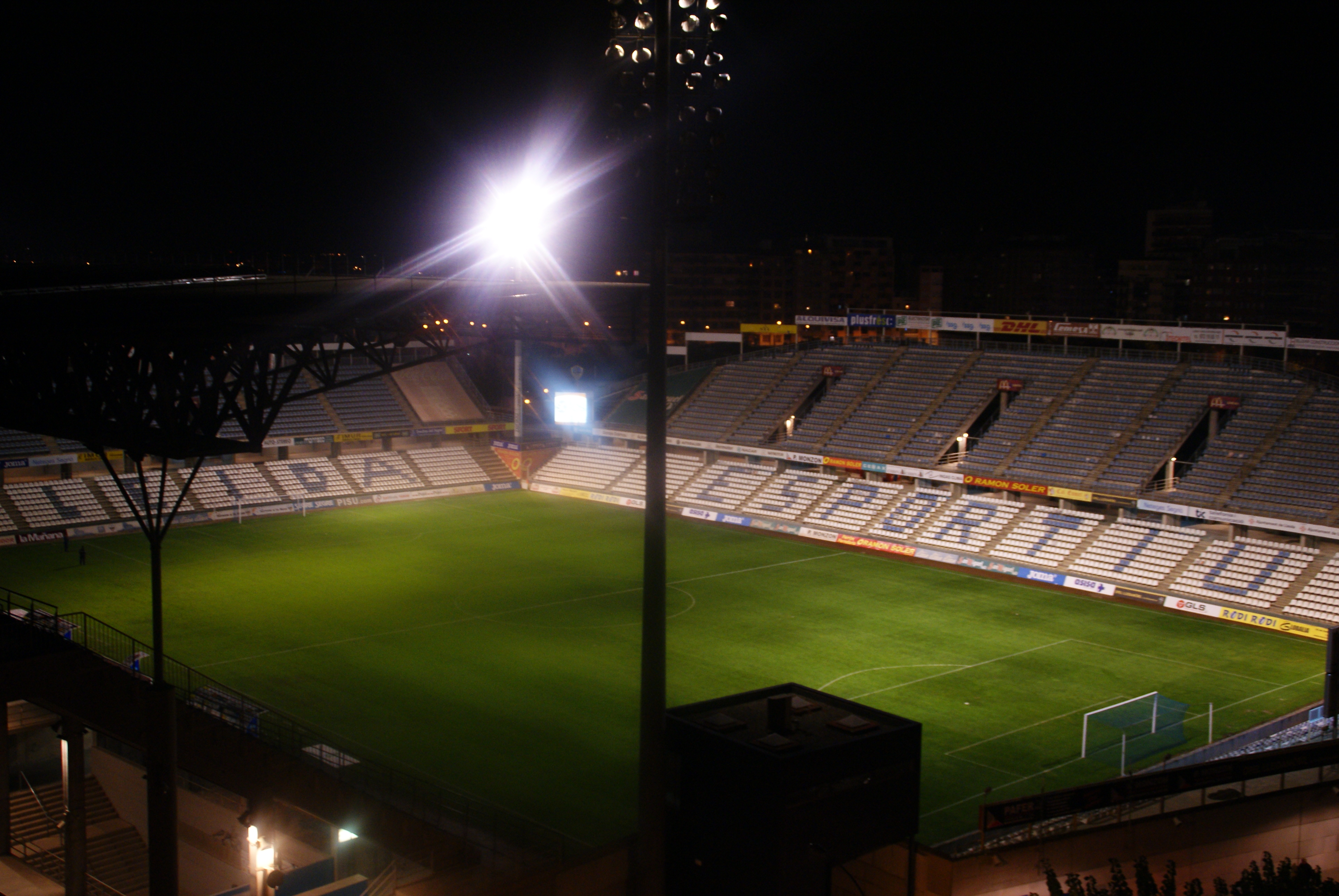
Vista del Camp d'Esports de Lleida, estadi de futbol amb capacitat per a 15.000 espectadors i seu del Club Lleida Esportiu

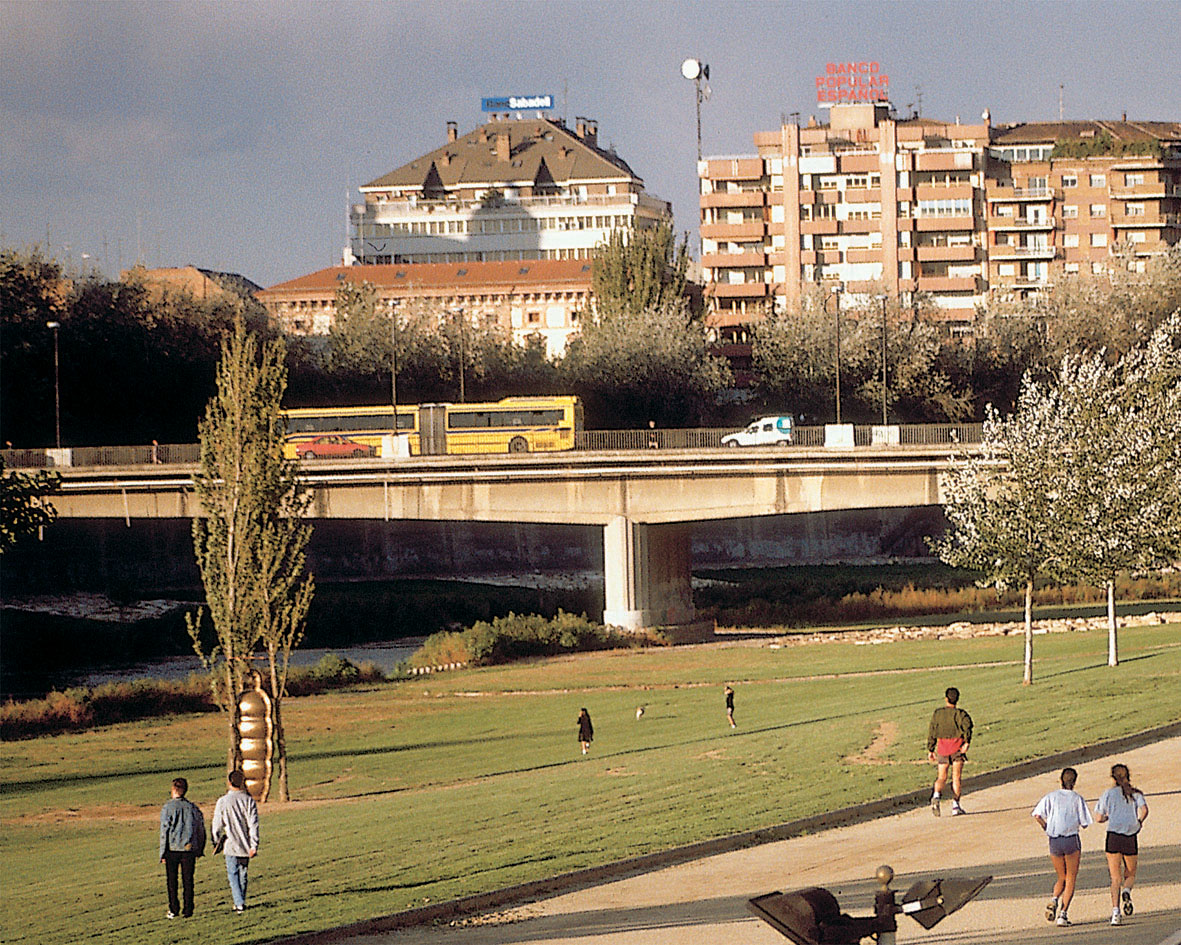
Vista de Lleida des del marge esquerra del riu Segre

Entre les societats esportives més importants de la ciutat de Lleida cal destacar-ne:
- Unió Esportiva Lleida (Futbol). Milità dos cops a la primera divisió i és un dels clubs històrics de Catalunya. La seva fundació va ser l'any 1939 (inicialment amb el nom de Lérida Balompié) i va desaparèixer el 2011.
- Club Lleida Esportiu, hereu de la Unió Esportiva Lleida.
- Club Esportiu Lleida Basquetbol
- Lleida Llista Blava (Hoquei sobre patins)
- Club Handbol Pardinyes
- Club Natació Lleida
- Sícoris Club
- Centre Excursionista de Lleida
- Reial Aeri Club de Lleida
- CECELL Lleida (Voleibol)
- Club Bàsquet Secà de Sant Pere
- Club Inef Lleida Rugby
- Club Tennis Lleida

### Associacions
- Centre Excursionista de Lleida
- Castellers de Lleida
- Associació d'Amics de la Seu Vella
- Associació de la Festa de Moros i Cristians
- FECOLL (Federació de Colles de l'Aplec del Caragol)
- Orfeó Lleidatà
- Associació Cultural Pepe Marín
- Associació per a la Reconstrucció de Material Ferroviari
- Reial Aeri Club de Lleida
- Ateneu Cooperatiu La Baula[76]
- Associació d'Amics del Lleida[77]
- Agrupació Ilerdenca de Pessebristes[78]
- Grups d'acompanyament al dol Lleida[79]
- Plataforma Antirepressiva de Ponent[80]
- Comitè en Solidaritat amb Palestina de Lleida[81]

### Esportistes
- Emili Alzamora (Lleida, 1973), campió del món de motociclisme.
- Sergi Escobar (Lleida, 1974), ciclista campió del món en persecució individual a Melbourne el 2004. Dues medalles de bronze als Jocs Olímpics d'Atenes el 2004.
- Saúl Craviotto Rivero (Lleida, 1984), piragüista català, medalla d'or en els jocs Olímpics de Pequín l'any 2008 i als de Rio de Janeiro 2016.
- Albert Costa (Lleida, 1975), és un tenista català, campió del Torneig de Roland Garros del 2002.
- Araceli Segarra i Roca (Lleida, 1970), és una model i alpinista catalana, medalla de bronze de la Reial Orde del Mèrit Esportiu, atorgada pel Consell Superior d'Esports el 1997.
- Berni Tamames (Lleida, 1973), campió de lliga ACB amb el FCB.
- Manel Bosch (Lleida, 1967), campió de lliga ACB amb el FCB i jugador internacional.
- Agnès Gregori Prunera (Lleida, 1910-2007) atleta.
- Eva Nasarre (Lleida, 1960), esportista i presentadora.
- Xavi Ariño (Lleida, 1972), jugador ACB de bàsquet.
- Juanjo Garra (Lleida 1963 - Dhaulagiri, Nepal 2013), alpinista amb varis cims de vuit mil metres ascendits.

## Artistes
Cantants
- Pablo Hasél (Lleida, 1988) Raper i poeta empresonat per polèmiques sentencies judicials contra la llibertat d'expressió que motivaren marxes i concentracions en contra de la seva detenció i empresonament.
- Lorena Gómez (Lleida, 1986), guanyadora de la cinquena edició del concurs musical Operación Triunfo 2006 de Telecinco, és una cantant de pop.
- Enric Pubill Parrano "Lo Parrano" (Lleida, 1915-1989) cantant i figura clau d'el Garrotín i la Rumba catalana fou l'autor d'«El garrotín de Lleida».

Músics
- Enric Martí i Puig (1840-1900) compositor musical.
- Ramon Roig i Torné (Lleida, 1849 - Cartagena, 1907), compositor d'obres líriques i pasdobles, autor del pasdoble «La Gracia de Dios».
- Enric Granados (Lleida, 1867 – canal de la Mànega, 1916), compositor i pianista.
- Ricard Viñes (Lleida, 1875 - Barcelona, 1943), pianista i compositor de fama mundial.
- Antoni Tolmos i Tena (Lleida 1970), pianista i compositor.
- Miki Florensa (Lleida, 1993), guitarrista i cantant.

Poetes i escriptors
- Manuel del Palacio (Lleida, 1831 - Madrid, 1906), periodista i poeta satíric.
- Magí Morera i Galícia (Lleida, 6 d'agost de 1853 - 5 de maig de 1927), escriptor i poeta.
- Alexandre Plana (Lleida, 1889 - Banyuls de la Marenda, 1940), crític i poeta.
- Màrius Torres i Pereña (Lleida, 1910 - Puigdolena, 1942), poeta.
- Cèlia Viñas (Lleida, 1915 - Almeria, 1954), escriptora.
- Josep Vallverdú i Aixalà (Lleida, 1923), narrador, poeta, dramaturg, lingüista, traductor i assagista de reconeguda trajectòria en la literatura infantil.
- Carles Hac Mor (Lleida, 26 de novembre de 1940 - Sant Feliu de Guíxols, 27 de gener de 2016), poeta experimental.
- Núria Añó (Lleida, 1973), novel·lista catalana.
- Txema Martínez Inglés (Lleida, 2 de novembre de 1972), filòleg, traductor, periodista, escriptor, crític literari i poeta.

Periodistes
- Josep Pernau i Riu (Lleida, 1930 - Barcelona, 2011), periodista.
- Rosa Maria Molló (Lleida, 1963), periodista.
- Neus Tomàs (Lleida, 1973), periodista i subdirectora del diari digital eldiario.es[82]
- Ares Teixidó (Lleida, 1987), periodista i presentadora de televisió.

Pintors
- Baldomer Gili i Roig (Lleida, 1873 – Barcelona, 1926), pintor i dibuixant.
- Albert Coma Estadella (Lleida, 1933 - 29 d'octubre de 1991), pintor, escultor i gravador.
- Antoni Abad i Roses (Lleida, 1956), videoartista.

Actors i Actrius
- Xavier Deltell (Lleida, 1958), actor, presentador i humorista, conegut per la seva col·laboració a programes de Toni Clapés i el Crónicas marcianas de Xavier Sardà.
- Alícia Pérez Borràs (Lleida, 1971), actriu de teatre, cinema i TV. Coneguda popularment pel seu personatge de Marta Giralt a La Riera de TV3.
- Txe Arana (Lleida, 1972), actriu, presentadora de TV i veu en off en molts programes de TV3.
- Jaume Ulled (Lleida, 1978), actor de teatre, cinema i televisió. Conegut pel seu personatge de Guillermo Álvarez a la sèrie Amar es para siempre d'Antena 3.
- Jordi Villacampa Viñes (Lleida, 1983), actor i director de televisió i teatre, conegut per presentar el programa Club banyetes de Lleida TV.
- Lara Díez (Lleida, 1985), actriu de teatre, cinema i televisió, coneguda per les seves imitacions de les polítiques Anna Gabriel i Inés Arrimadas al programa Polònia.[83]

## Polítics
- Salvador Seguí Rubinat (Lleida, 1887 - Barcelona, 1923), conegut com «El noi del sucre», fou un dels líders més destacats del moviment anarcosindicalista de Catalunya de principis del segle xx.
- Landelino Lavilla Alsina (Lleida, 1934), polític i jurista català, ministre de Justícia (1977-1979), i president del Congrés dels Diputats (1979-1982).
- Antoni Siurana i Zaragoza (Lleida, 1943), paer en cap de Lleida durant els períodes 1979-1987 i 1989-2003, i conseller d'Agricultura, Ramaderia i Pesca de la Generalitat de Catalunya (2003-2006).
- Alfred Perenya i Reixachs (Lleida 25 de novembre de 1882- 22 de març de 1930), fou membre del Consell Permanent de la Mancomunitat i conseller el 1914 i 1917.

## Ciutats agermanades
- Perpinyà, Catalunya Nord[84]
- Xàtiva, País Valencià[85]
- Ferrara, Itàlia
- Foix, Occitània
- Lérida, Colòmbia
- Hefei, Xina[86]

## Curiositats

### Llegendes Històriques
Ilerdam Videas: La lluita amb els cabdills ilergetes Indíbil i Mandoni, la cruesa del setge entre les tropes de Juli Cèsar i les de Afrani i Petreius, una gran tromba d'aigua que baixà pel riu Segre a mitja batalla (que narrà Cèsar en persona) i la climatologia que van haver de patir les legions romanes va ser tant violentes que entre els romans, quan es volia desitjar a algú una circumstància terrible i dificultosa, o directament engegar-lo a pastar fang, es deia: ilerdam videas! ("Tant de bo vegis Lleida!").
Lleida ha foradat!: El gran folklorista català Joan Amades explica a la seva obra Lleida i la conquesta de València que "En temps de la conquesta de la ciutat de València, el rei En Jaume, per enardir els seus homes, va prometre que donaria els escuts i usatges de la ciutat d’aquells cavallers que fossin els primers a entrar-hi per la força de les armes. Doncs resulta que foren cavallers lleidatans els que van irrompre primers a la ciutat i el rei va donar-hi les lleis i ordinacions de Lleida, tal com havia promès, així com una part del seu escut: al fons resplendien les quatre barres del Principat de Catalunya; la ratapinyada, símbol del Rei, el coronava; i per ornament, un dels quatre lliris de l'escut de la ciutat de Lleida. A més a més, també va afegir-hi les dues L amb les quals s'obre el nom de la ciutat d’aquells ardits cavallers que van entrar abans que ningú a València.
Fins fa pocs anys, en record dels usatges lleidatans, a València cada any anaven els síndics valencians a Lleida a rebre i comprovar les mesures i els pesos, els quals regien igual en ambdues ciutats. Lleida donava a València el patró i la forma. D'ací l'origen del proverbi Lleida ha foradat, fent al·lusió al fet d'haver foradat la muralla de València. ".
La Catedral de València: La crònica de Pere Antoni Beuter, escrita al segle xvi, relata que a la porta romànica de l’Almoina de la Catedral de València –iniciada el 1262, vint-i-quatre anys després de l'entrada de Jaume I a la ciutat–, poden veure’s catorze rostres, alguns dels quals identifica com Pere i Maria, de "les Borguía" (podria ser les Borges Blanques; Guillem i Bertomeua, d'Alcarràs; Bertran i Berenguera, de Lleida; Domènec i Ramona, de Sarroca de Lleida; Francesc i Ramona, d'Alguaire; entre d'altres. Podrien ser alguns dels primers repobladors. Ara, valencians amb aquests cognoms, moguts per la curiositat, van com a turistes a visitar els municipis dels quals porten el cognom. La llegenda es completava amb un apèndix. Jaume I havia manat portar, al costat d'aquestes set parelles, a 300 donzelles que serien desposades per altres tants cavallers de la batalla. Durant els segles XVI al XVIII la llegenda va ser repetida pels grans cronistes de l'època. Gaspar Escolano, Enric Cock, Olmo, Esclapés, etc. Tota la ciutat de València va creure i va viure amb força aquest mite de la repoblació de la ciutat amb aquesta gent portada pel rei Jaume I, i amb les seues imatges i rostres de pedra, els seus ulls en forma d'ametlla i esquinçats, les seues celles en forma d'arc i les seues expressions tan humanes que fins en alguns apareix el somriure, la veracitat del mite es va refermar-se. Segons un interessant estudi realitzat fa un temps per dos professors de la Universitat de València i publicat a la "Revista de la Catedral de València" sobre aquest tema, es va valorar molt la importància que van tindre aquests 14 rostres en la memòria col·lectiva dels valencians. En aquest estudi es deia que "Els catorze rostres que amaguen el ràfec de la Porta de l'Almoina formen el primer retrat col·lectiu d'uns pobladors nobles arribats a València en el segle xiii, i que generacionalment van a mantenir, a la manera de daguerreotips moderns, la flama viva del record dels primers anys de colonització (...) importància d'aquest mite, que mai es va poder demostrar científicament que no fora una història certa, va sorgir de la necessitat que sentia el poble valencià de tindre una autèntica "identitat diferenciada", de ser nosaltres mateixos. Aquests rostres situats a la part superior de la porta romànica de la catedral de València van servir perquè els valencians se sentiren representats des de l'antiguitat com a poble propi". La llegenda no explica però per què la porta de romànica de l'Almoina de la catedral de València s'assembla tant a la porta dels Fillols de la Seu Vella de Lleida que hom la coneix com a Porta de Lleida.

Escut de la ciutat de València. S'hi aprecien les dues lletres "L" però no així la flor de lis.
Escut de la ciutat de Lleida.
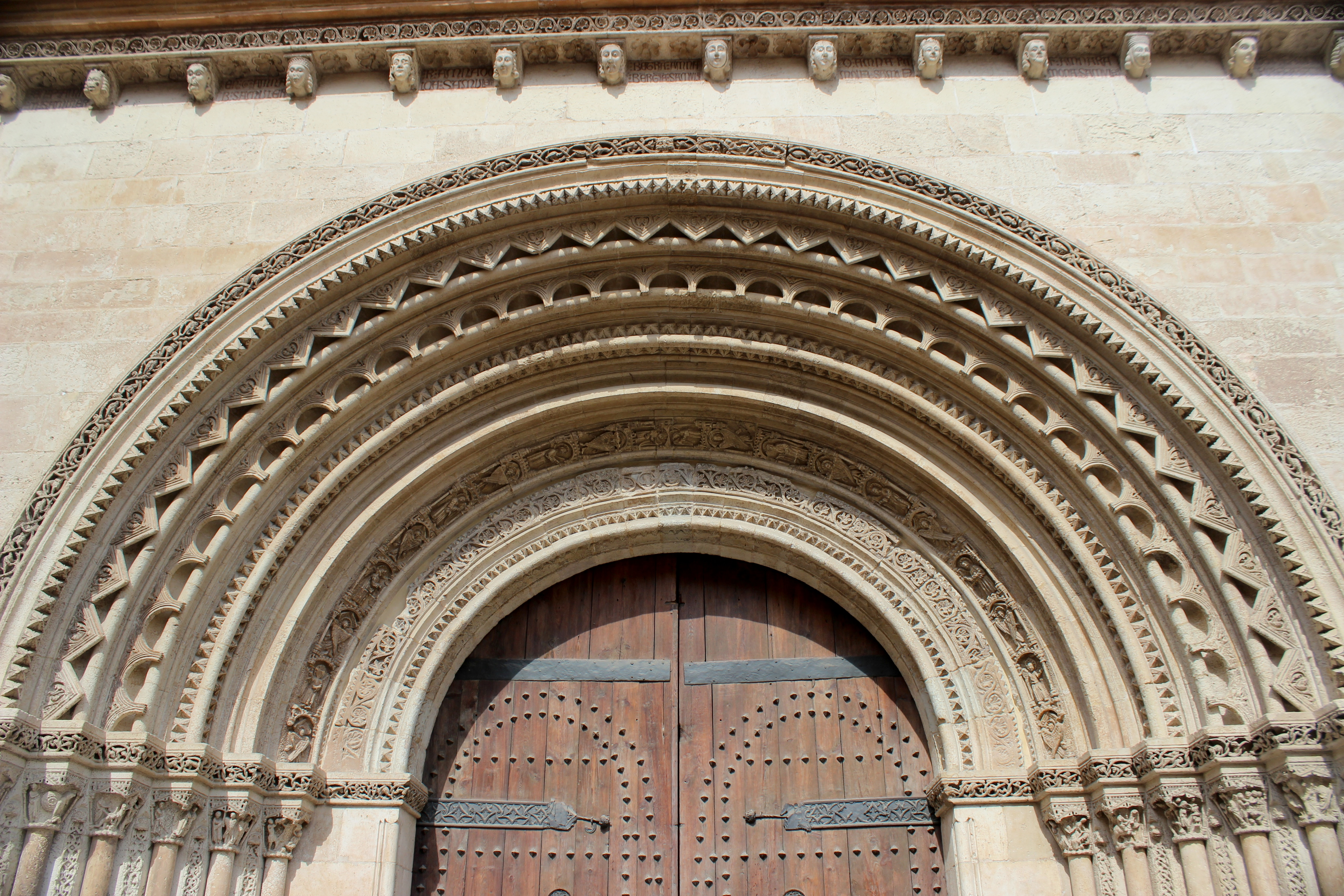
Porta de l'Almoina de la Catedral de València. Subjectant la barbacana, els rostres esculpits dels set matrimonis que iniciaren la repoblació de València.
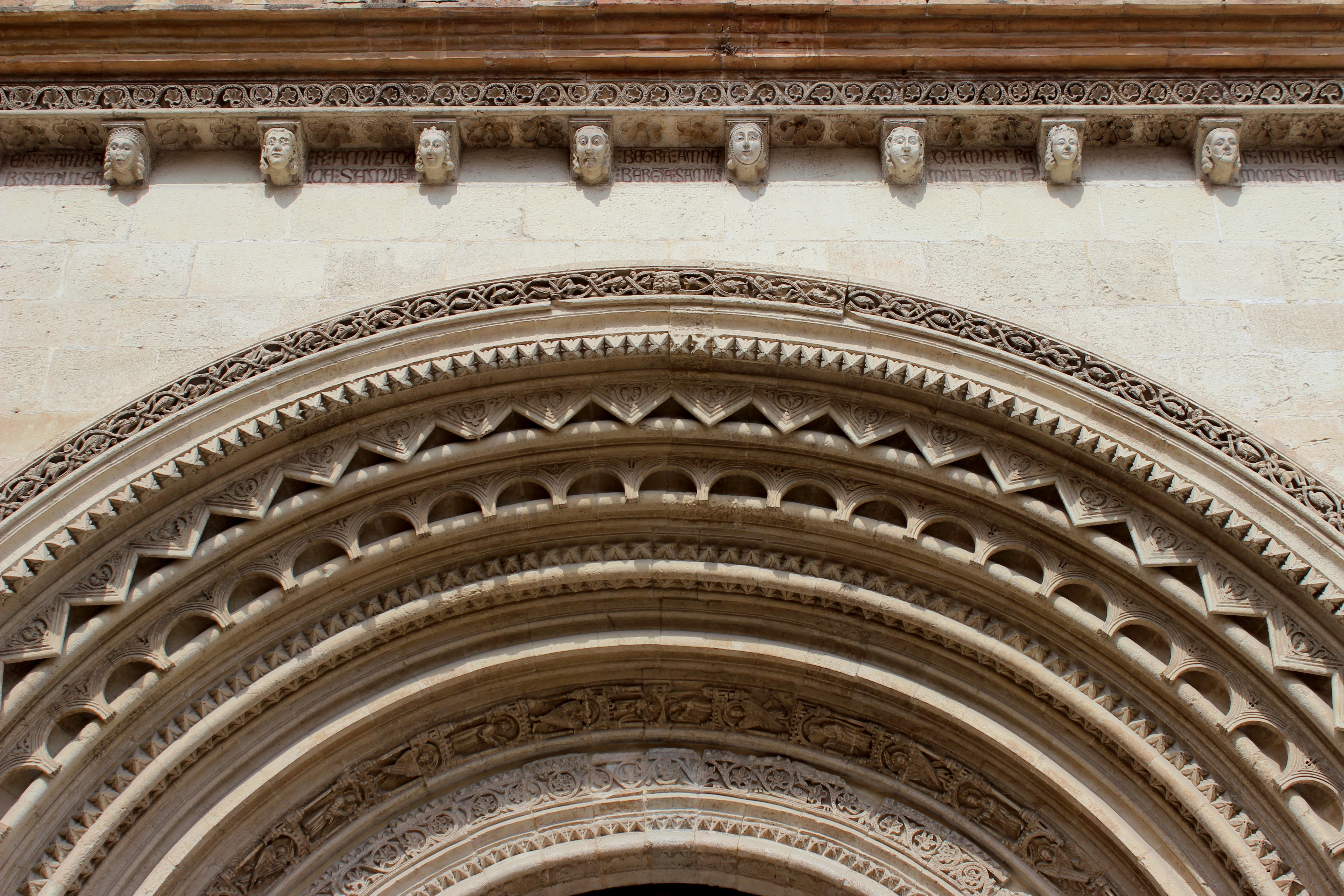
Detall dels rostres esculpits de la porta de l'Almoina. Entre els rostres s'hi pot llegir els noms i procedència.
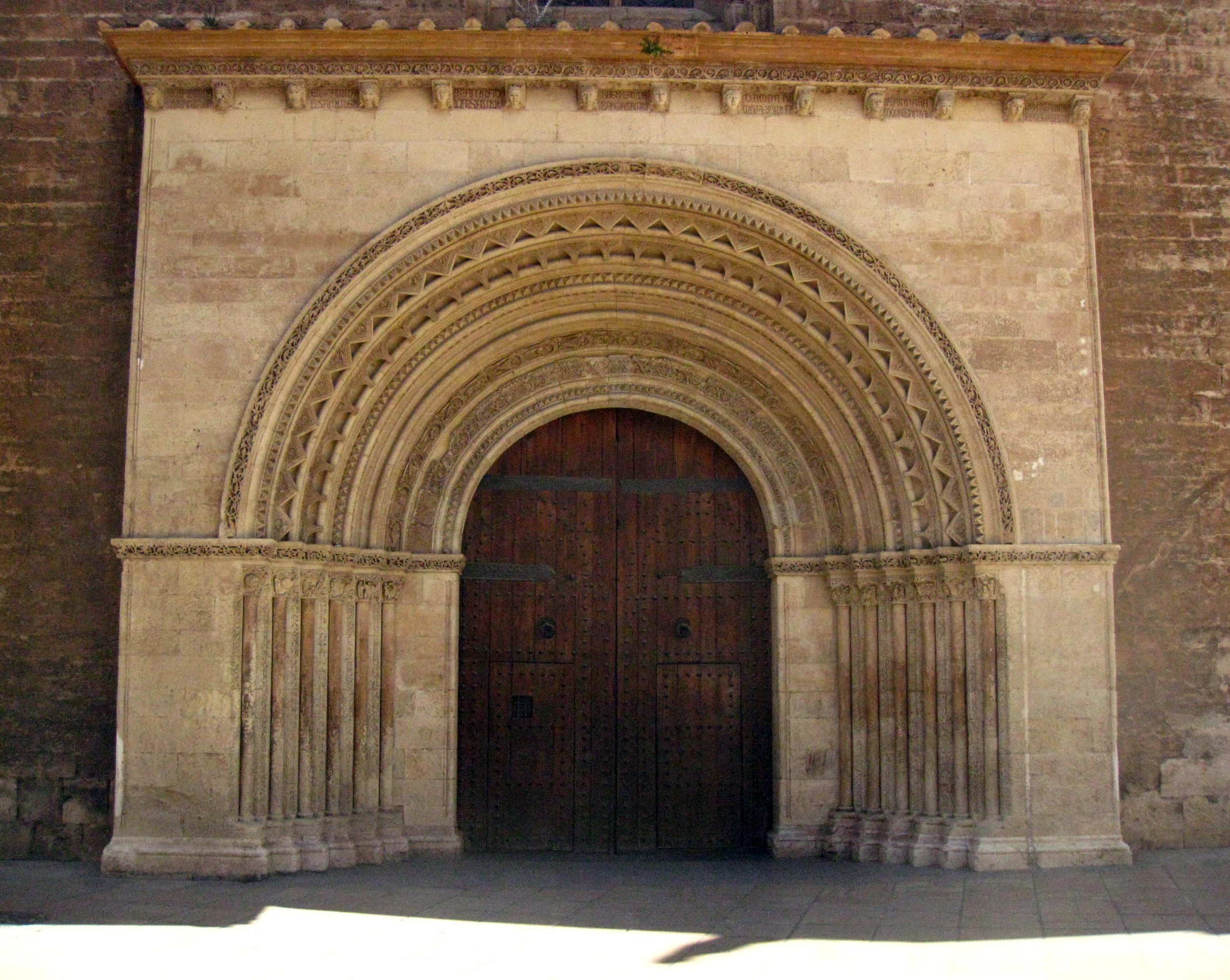
Porta de l'Almoina (o de Lleida) de la Catedral de València.
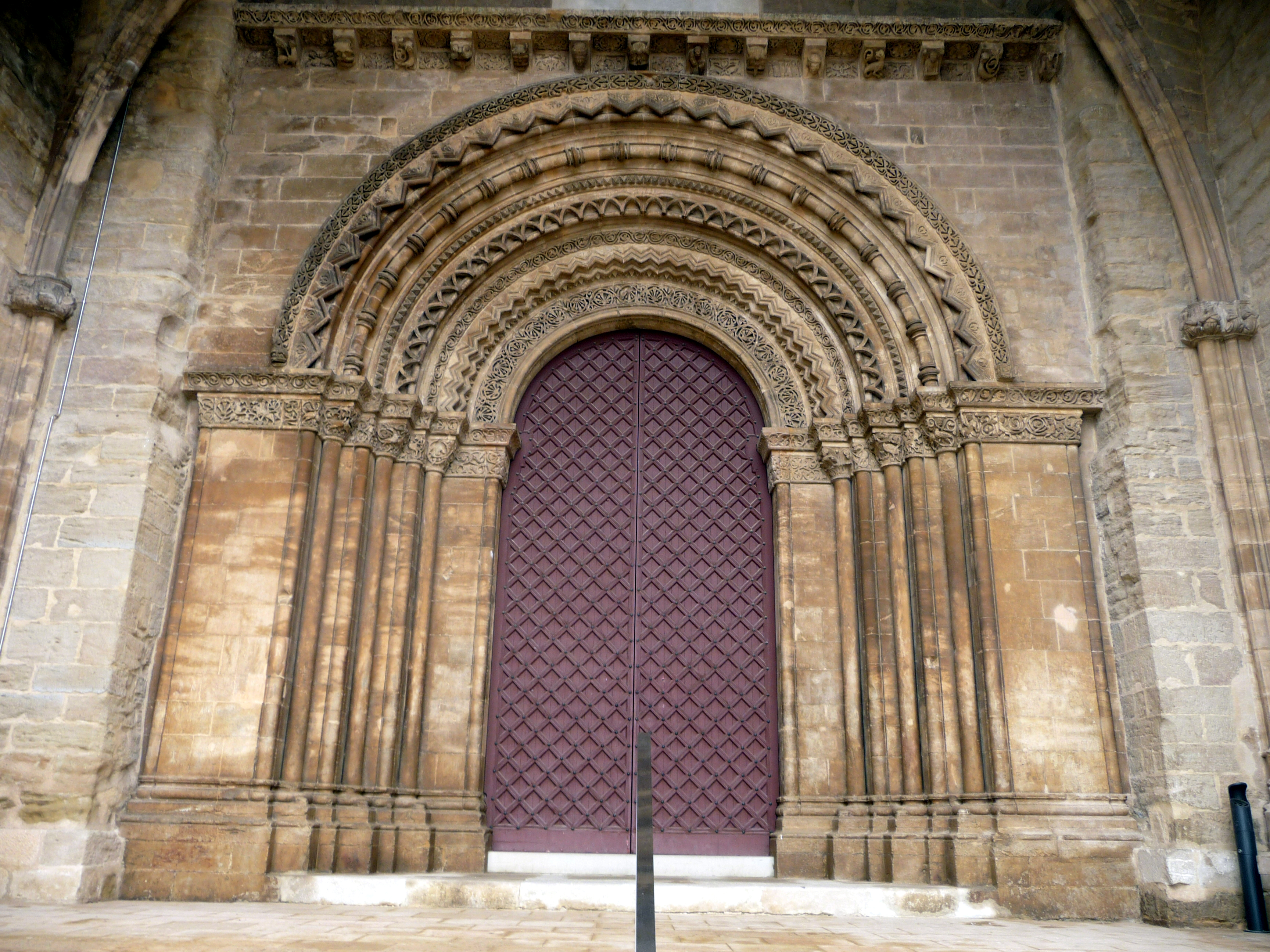
Porta dels Fillols de la Seu Vella de Lleida.

### Culturals

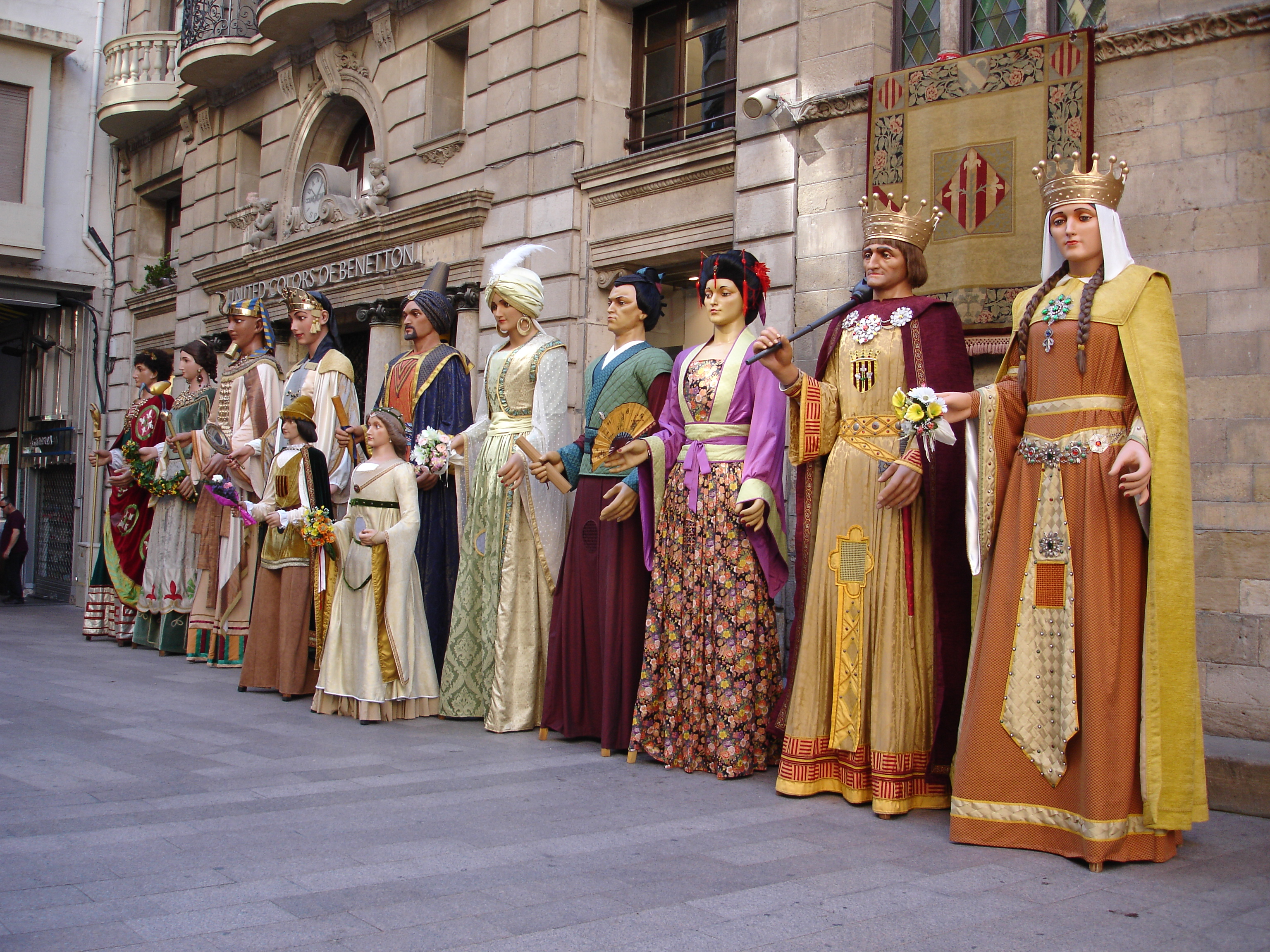
Els Gegants de Lleida davant de la Paeria

La ciutat té dotze gegants: donya Violant i l'Infant Berenguer, Rei Jaume I «el Conqueridor» i reina donya Lionor, els gegants Xinesos, el rei Moro i donya Zobeida, els faraons, i cal fer esment que té els dos gegants originaris en actiu més antics de Catalunya, la Cleòpatra i el Marc Antoni, construïts el 1840.
Lleida té una colla castellera, Castellers de Lleida.
L'any 1979 la cantant francesa Véronique Sanson dedicà una cançó a la ciutat, sota el títol «Lérida». El compositor Lluís Payà dedica a la ciutat de Lleida dos temes en la dècada del 1980: «El castell de Lleida» i «Lleida, terra ferma», que esdevingueren populars en un xou de TV3 anomenat Sense Títol i presentat per Andreu Buenafuente.
El 2007, Lleida va esdevenir Capital de la Cultura Catalana. L'any 2008 fou Ciutat Europea de l'Esport.
El 2010, sortí publicat Lo nou diccionari lleidatà-català, un recull de paraules i expressions característiques del parlar de Lleida i rodalia.